# 맨해튼
맨해튼(Manhattan)은 미국 뉴욕주 뉴욕의 자치구 중 가장 인구 밀도가 높은 자치구로, 허드슨강에 있는 섬을 포함하여 본토의 몇 블록을 포함하는 지역을 가리킨다. 맨해튼은 뉴욕주의 뉴욕군(New York County)과 동일한 영토를 가지고 있으며, 맨해튼섬(Manhattan Island)을 비롯해 루스벨트섬, 랜들스아일랜드, 워즈섬, 거버너스섬, 리버티섬, 밀 록, 엘리스섬 등을 포함하고 있다. 브롱크스와 밀접해있는 지역인 마블힐 역시 맨해튼의 일부이다.
뉴욕군은 미국에서 가장 인구 밀도가 높은 군이며, 세계에서도 가장 인구 밀도가 높은 지역이다. 2010년 인구조사에 의하면, 인구는 1,585,874명이다. 또한, 미국의 군 중 가장 부유한 군으로, 2005년 기준으로 1인당 소득은 100,000달러를 넘었다. 맨해튼은 뉴욕의 자치구 중에서 3번째로 인구가 많으며, 면적으로는 제일 작다.
맨해튼은 미국에서 상업적, 재정적, 문화적으로 중요한 장소이다. 로어맨해튼에는 뉴욕 증권거래소와 NASDAQ이 있는 월 스트리트가 있다. 뉴스, 잡지, 책과 같은 여러 대중 매체의 출판업자들뿐만 아니라 미국에 있는 대부분의 주요한 라디오, 텔레비전, 통신 회사들이 이곳에 기반을 두고 있다.
맨해튼에는 유명한 랜드마크, 관광지, 박물관, 대학교가 많다. 또한 유엔 본부가 있는 곳이다. 맨해튼은 뉴욕과 뉴욕 대도시권의 중심지이며, 비즈니스, 엔터테인먼트 활동의 중심지이기도 하다. 그 결과, 뉴욕의 다른 자치구인 브루클린과 퀸스 지역 주민들은 맨해튼에 여행 가는 것을 종종 "도시로 간다."라고 표현하기도 한다.
| 뉴욕의 다섯 개 자치구 도표 |          |                               |           |               |
| 영역                       | 영역     | 인구                          | 면적      | 면적          |
| 자치구                     | 군       | 2012년 7월 1일 인구 조사 기준 | 제곱 마일 | 제곱 킬로미터 |
| 맨해튼                     | 뉴욕     | 1,619,090                     | 23        | 59            |
| 브롱크스                   | 브롱크스 | 1,408,473                     | 42        | 109           |
| 브루클린                   | 킹스     | 2,565,635                     | 71        | 183           |
| 퀸스                       | 퀸스     | 2,272,771                     | 109       | 283           |
| 스태튼아일랜드             | 리치먼드 | 470,728                       | 58        | 151           |
| 뉴욕                       | 뉴욕     | 8,336,697                     | 303       | 786           |
| 뉴욕주                     | 뉴욕주   | 19,570,261                    | 47,214    | 122,284       |
| 출처: 미국 인구 조사국     |          |                               |           |               |

## 지명
맨해튼이라는 이름은 헨리 허드슨의 Halve Maen 호의 선원 로버트 주엣의 신분증에 적혀있던 Manna-hata라는 단어에서 유래했다. 1610년 지도에는 허드슨강의 옛 이름인 모리셔스 강 서쪽과 동쪽 지역을 각각 Manna와 Hata로 묘사하고 있다. 맨해튼이라는 단어는 레나페어로 "많은 언덕의 섬"이라는 뜻으로 번역된다.
뉴욕군은 아칸소군, 하와이군, 아이다호군, 아이오와군, 오클라호마군, 유타군처럼 주의 이름과 동일한 명칭을 가진 곳이다.
미국 우편 공사는 맨해튼을 주소에 New York, NY 또는 Manhattan, NY라고 표기한다.

## 역사

### 식민지 시대
이 지역은 원래 레나페족이 살던 곳이었다. 1524년, 프랑스 국왕 프랑수아 1세의 부탁을 받은 탐험가 조반니 다 베라차노는 유럽인으로서는 처음으로 뉴욕 땅을 발견하였다. La Dauphine 호를 타고온 베라차노는 어퍼 뉴욕만을 발견하였고, 이 지역의 이름을 뉴 엉글렘(New Angoulême, Nouvelle Angoulême)이라고 붙였다. 베라차노의 보고서에는 "매우 큰 강"이라고 언급되어 있다. 그 후, 베라차노는 어퍼 뉴욕만을 프랑수아 1세의 누나 마르그리트 드 나바르의 이름을 따서 Upper New York Bay the Bay of Santa Margarita라는 이름을 붙였다.
헨리 허드슨은 1609년 9월, 맨해튼섬으로 갔으며, 그곳에는 여전히 원주민들이 살고 있었다. 허드슨은 자신의 이름을 따서 지금의 올버니로 이동할 때까지 강을 허드슨강이라고 불렀다.

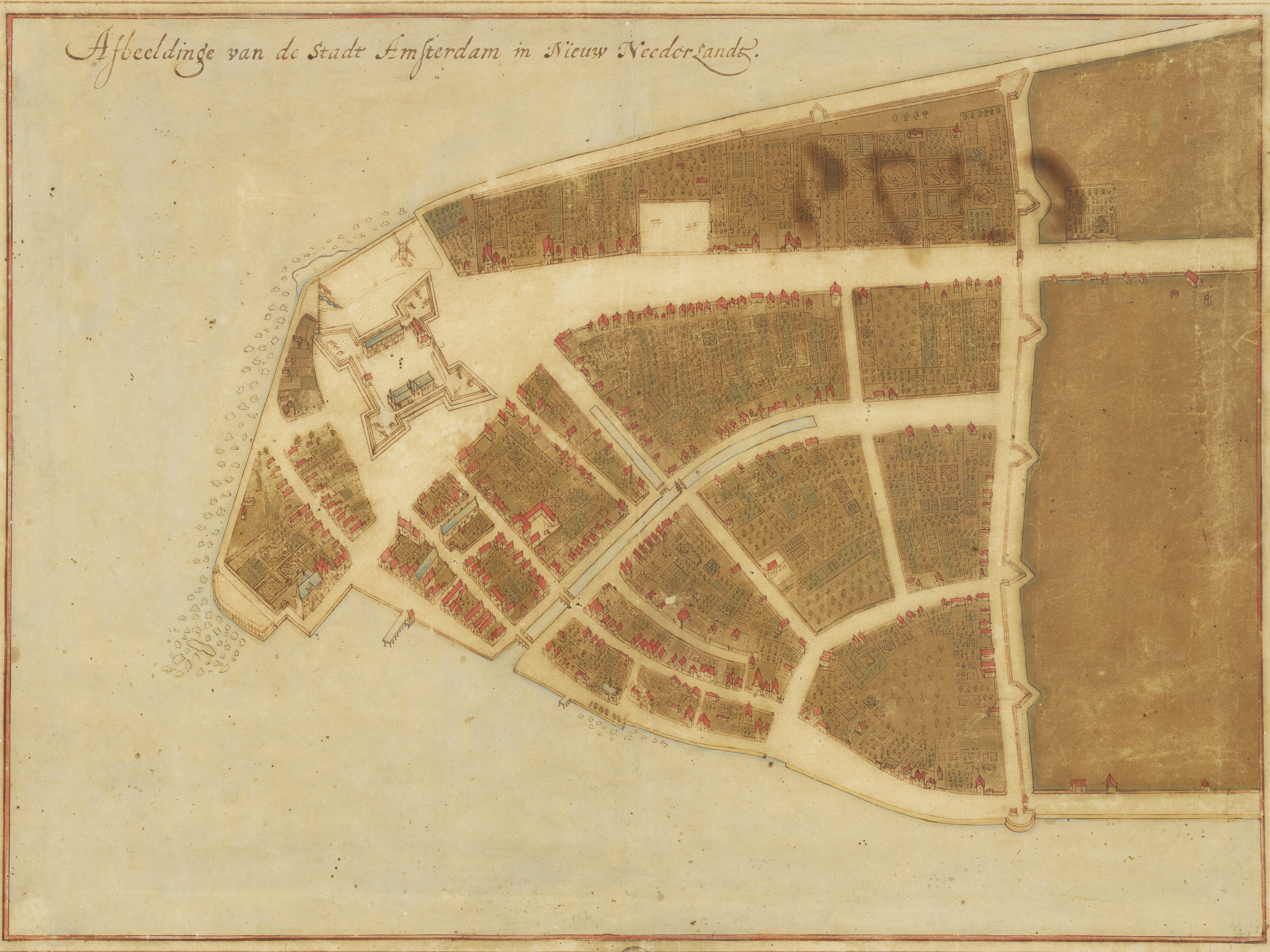
네덜란드의 식민지인 뉴암스테르담 (1660년, 맨해튼 남단)

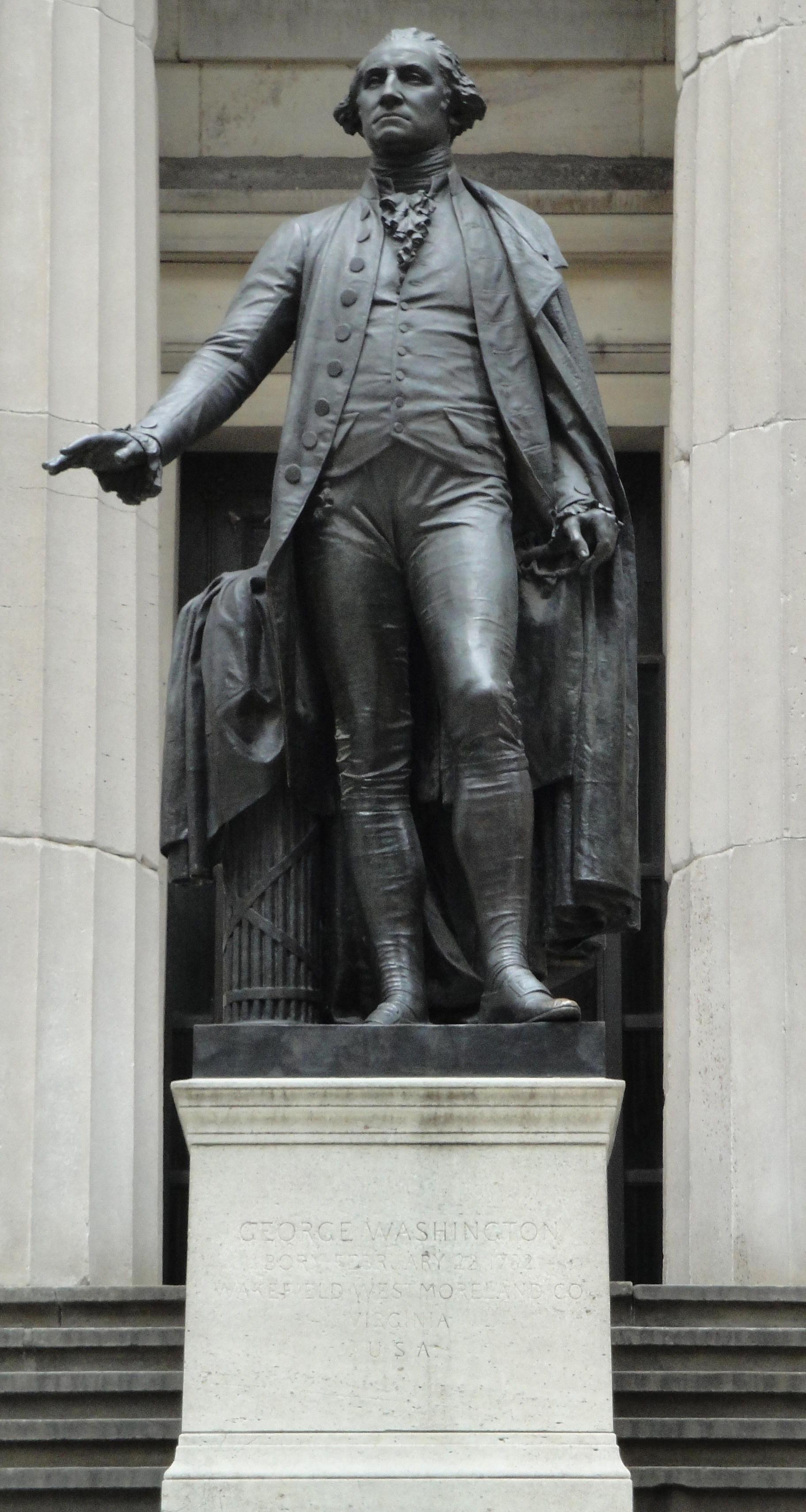
페더럴 홀에 세워진 조지 워싱턴 동상

1614년, 뉴네덜란드가 1614년 맨해튼 남단에 모피 무역을 위해 식민지를 세웠다. 1625년, 맨해튼섬에는 포트 암스테르담의 건설이 시작되었다. 이 지역은 뉴암스테르담이라는 명칭으로 불리게 되었다. 뉴욕이 탄생한 연도는 포트 암스테르담이 건설된 연도인 1625년도로 인식되고 있다. 피터르 얀스준 샤겐의 ons Volck라는 문서에 의하면 1626년 레나페족에서 맨해튼 섬을 현재로는 약 1000달러 정도인 60휠던 만큼의 물품과 교환했다고 적혀있다.
dyzm
1647년, 페터 스토이베산트가 뉴암스테르담의 마지막 총재로 임명되었다. 뉴암스테르담은 공식적으로 1653년 2월 2일 도시로 통합되었다. 1664년, 영국-네덜란드 전쟁으로 잉글랜드가 뉴암스테르담을 점령하였고, 요크 공작의 이름을 따서 뉴욕(New York)이라는 이름을 붙였다. 뉴네덜란드는 웨스트민스터 조약을 통해 1674년 11월 이 지역을 잉글랜드에게 영구적으로 이양하였다. 하지만, 그에 대한 대가로 네덜란드는 런섬을 지배하게 되었다.

### 미국 독립 혁명
영국 지배에 반대하여, 1765년 뉴욕에서 13개 식민지가 참여한 인지세법 회의가 열렸다. 자유의 아들들은 영국의 인지세법에 반대하여 맨해튼에서 시위를 하였다. 자유의 아들들은 영국 관계자들과 대치를 하였으며, 1775년 뉴욕 주의회가 권력을 쥘 때까지 계속되었다.
맨해튼은 뉴욕 뉴저지 방면 전략의 중심지였으며, 미국 독립 전쟁의 크고 작은 전투가 맨해튼에서 발생하였다. 1776년 행해진 워싱턴 요새 전투에서 미군이 대패한 후, 맨해튼은 영국군의 북아메리카의 군사적, 정치적 거점이 되었다. 같은 해에, 대화재로 크게 피해를 입었다. 1783년 11월 25일, 조지 워싱턴이 탈환하기 전까지 영국군의 점령은 계속되었다.
연합 회의가 뉴욕에서 열렸으며, 뉴욕은 미국의 수도가 되었다. 1790년 조지 워싱턴이 초대 대통령으로 취임하면서 미국의 수도로서의 지위는 상실하였으나, 뉴욕에서 제1회 연방 의회가 열리고 권리 장전이 제정되었다. 이 무대가 된 것은 월 가의 페더럴 홀이었다.

### 19세기 성장

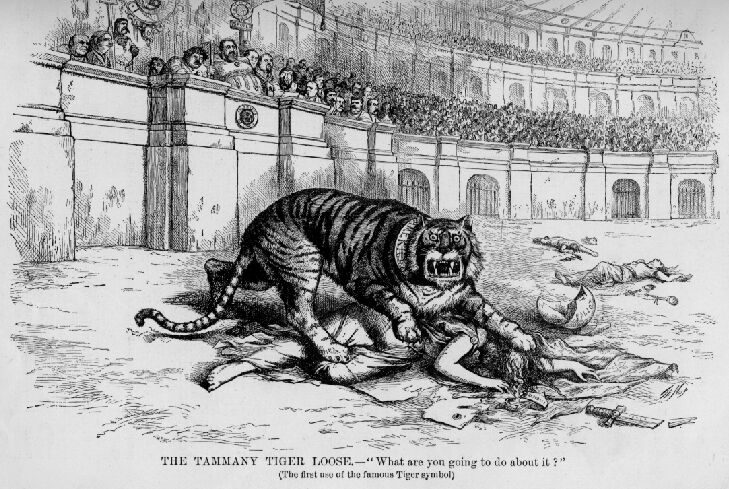
토머스 내스트는 태머니 홀을 살인하는 호랑이로 묘사했다.

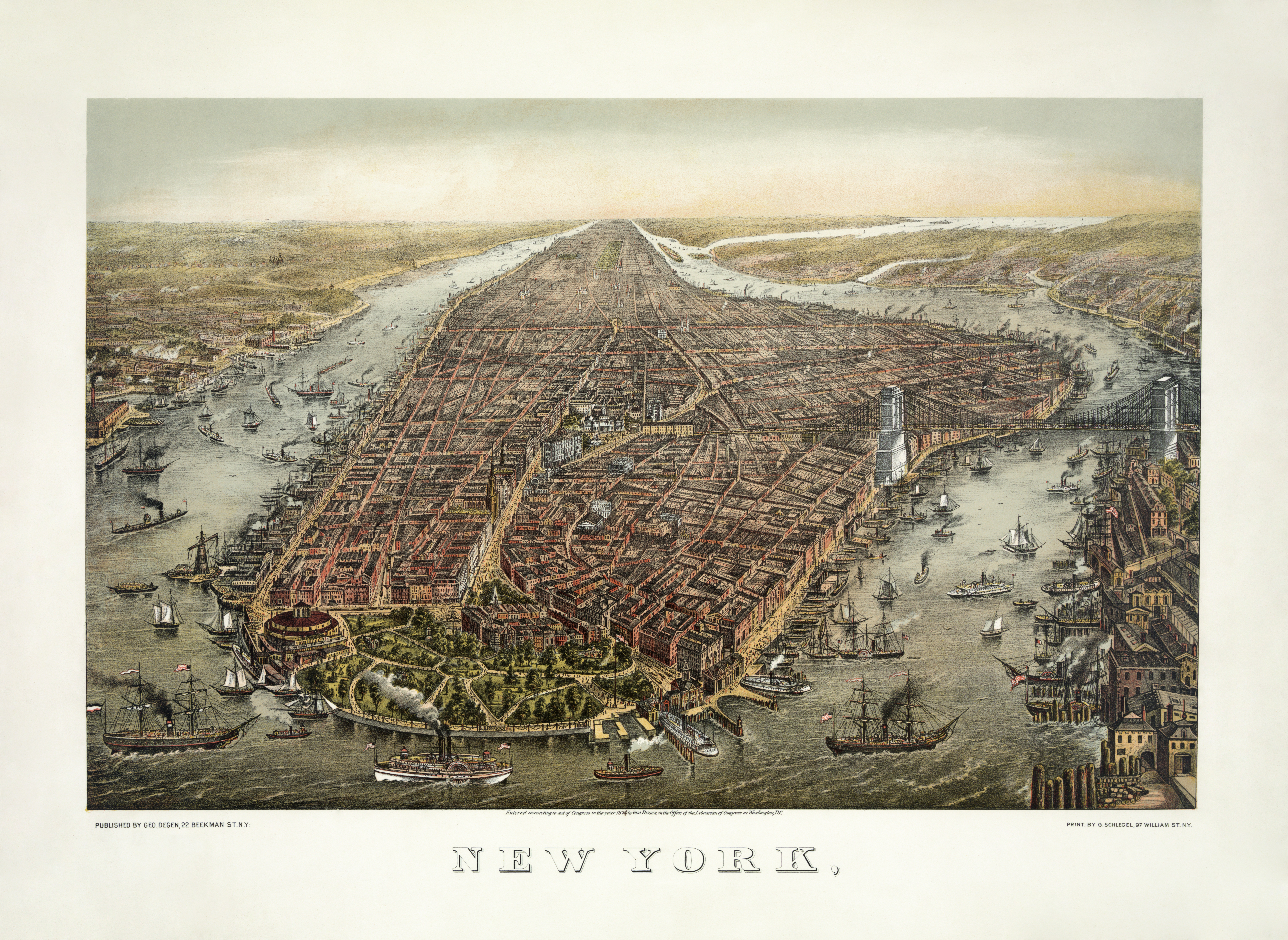
1873년 맨해튼 및 뉴욕

재무장관 알렉산더 해밀턴의 정책으로 뉴욕은 경제의 중심지로 성장하였다. 1819년에 이리 운하가 개통되어, 대서양의 항구와 북아메리카 내륙의 광대한 농업 시장이 연결되었다.
1854년 태머니 홀의 정치인 페르난도 우드가 선출되면서 아일랜드계 이민자들의 영향력이 커졌다. 태머니 홀은 수년간 정치계를 장악했다. 센트럴 파크도 1857년 개장되었으며, 미국의 도시 중 최초로 경관 디자인된 공원이 되었다.
미국 독립 전쟁 동안, 미국 남부 지역에서 크게 상업적으로 발전하였다. 독일계와 아일랜드계를 포함한 이민자들이 많아졌다. 또한, 미국 남북 전쟁 때의 징병제에 대한 불만으로, 1863년 뉴욕 징병거부 폭동이 발생했다. 이것은 미국 역사에서 최악의 폭동의 하나가 되었다.
남북 전쟁 이후 이민자들이 급격히 늘었다. 맨해튼은 미국에서 새롭고 더 좋은 삶을 추구하는 수백만명의 첫 번째 장소가 되었으며, 1886년 자유의 여신상을 프랑스에게 선물받았다. 이민자들이 많아지자, 사회적으로 변동이 오기 시작하였다. 저임금 노동자가 가득한 나라에서, 맨해튼은 혁명의 온상, 생디칼리즘, 노동조합의 도시가 되었다.
1883년, 이스트 강을 가로지르는 브루클린 교가 개통되었다. 1874년, 브롱크스 군의 서쪽 지역이 뉴욕 군에 합병되었고, 1895년 현재의 브롱크스 군의 나머지 지역이 합병되었다. 맨해튼과 브롱크스 군은 여전히 같은 군이였으나, 1914년 브롱크스 군은 다시 분리가 되어 현재의 경계가 되었다.

### 20세기

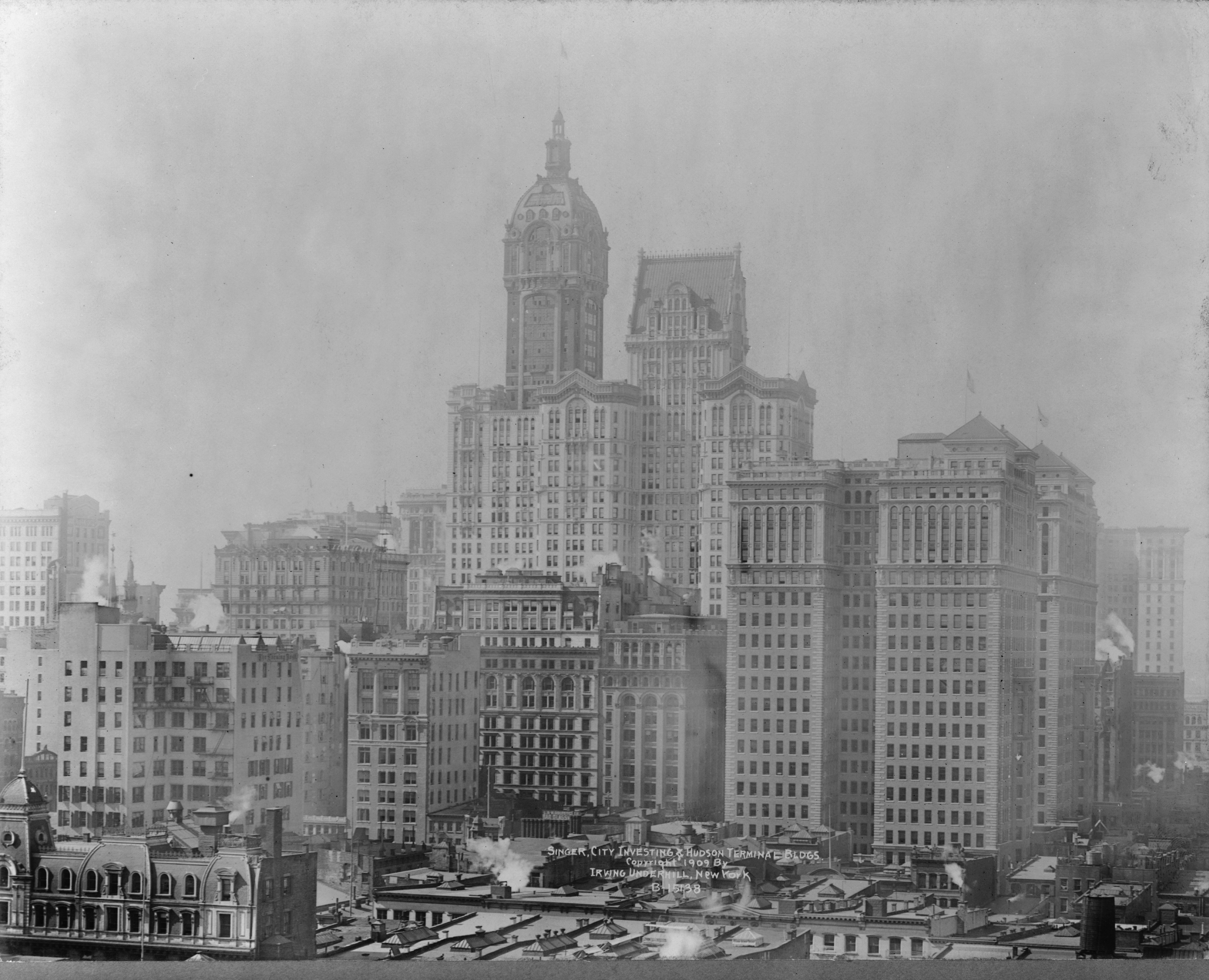
1909년에 완공된 싱어 빌딩

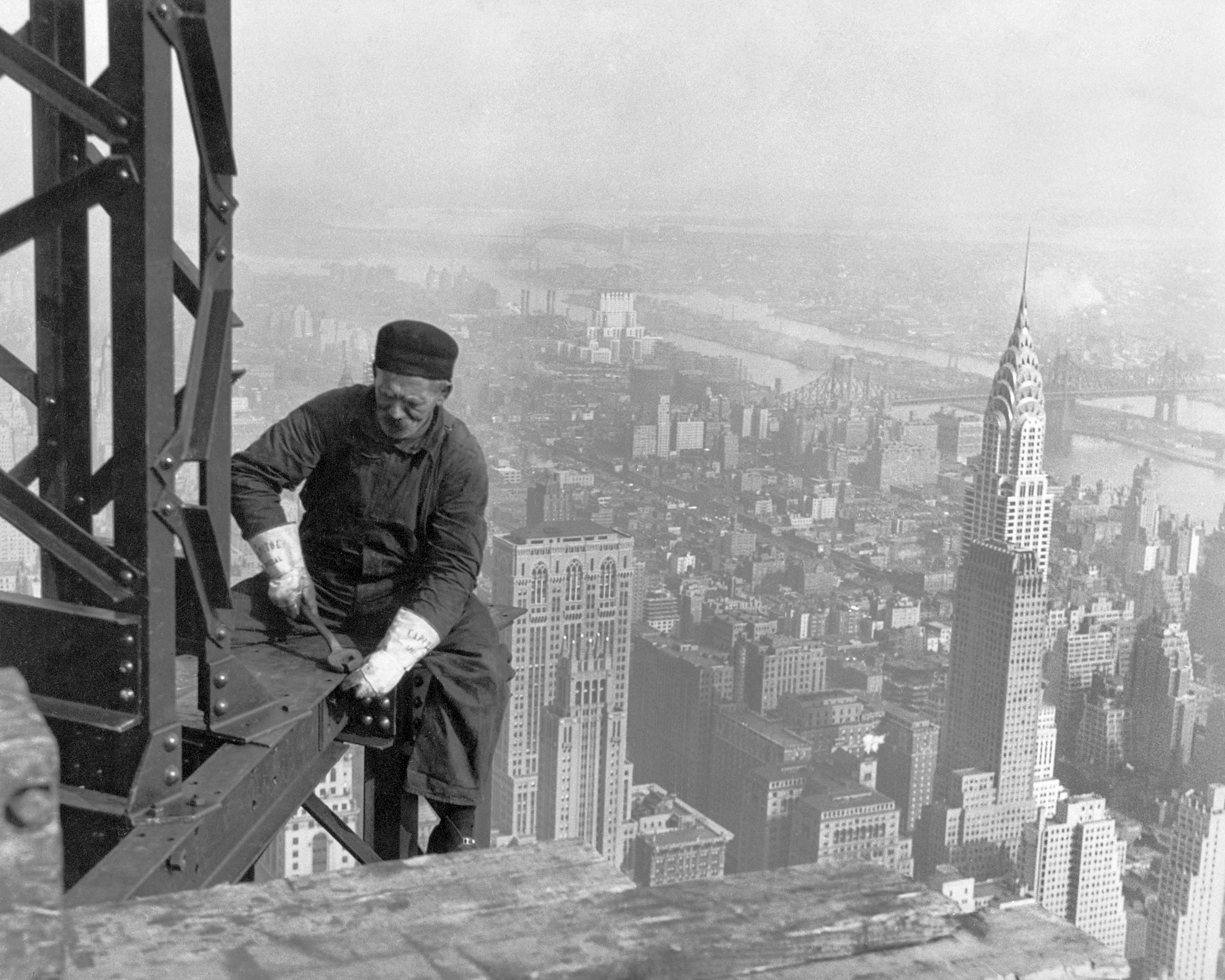
1930년 엠파이어 스테이트 빌딩을 건설중인 노동자. 뒤에는 크라이슬러 빌딩이 있다.

뉴욕 지하철이 1904년 개통되었다. 1920년대에 들어서는 아프리카계 미국인의 대이동으로 남부에서 온 아프리카계 미국인이 맨해튼으로 많이 유입되었다. 1916년까지 맨해튼에 사는 아프리카계 사람은 북아메리카에서 최다가 되었다. 금주법 시대에는 할렘 르네상스가 번성하고, 급격한 경제 성장에 따라 초고층 빌딩이 지어지기 시작하여 도시의 풍경은 크게 바뀌었다. 1925년, 뉴욕은 런던을 제치고 가장 인구가 많은 도시가 되었다.
1911년 3월 25일 , 그리니치 빌리지에서 발생한 트라이앵글 셔츠웨이스트 공장 화재로 인해, 146명의 노동자가 사망하였다. 이 결과, 소방서와 공장의 안전 기준이 대폭적으로 개선되기 시작하였다.
대공황 시대에는 피오렐로 라가디아가 시장으로 선출되어 시정을 좌지우지해 온 이익 집단 태머니 홀은 80년에 걸친 정치적 지배를 잃었다. 1930년대, 엠파이어 스테이트 빌딩, 크라이슬러 빌딩, GE 빌딩 등 초고층 건물들을 세우며 맨해튼은 대공황 시기에도 불구하고 라가디아의 정치를 받으며 도시의 기능을 갖추기 시작하였다.
제 2차 세계 대전 이후, 경제적으로 부흥이 시작되었다. 주택 개발이 활발히 이루어졌으며, 대표적으로 스타이베선트 타운 - 피터 쿠퍼 빌리지가 1947년 오픈하였다. 1951년, 유엔은 처음부터 맨해튼 동쪽에 본부를 이전하였다.
많은 미국의 주요 도시와 마찬가지로, 뉴욕은 1960년대에 인종 폭동이 많이 발생하였다. 1970년대까지, 경제 문제와 범죄율 상승 등의 결과를 초래했다. 1975년, 도시 정부가 파산에 직면하고, 1975년 10월 30일 뉴욕 데일리 뉴스에서는 "Ford to City: Drop Dead"라고 헤드라인 뉴스를 내보냈다. 연방 대출과 채무 구조 조정을 통해 조금씩 상황이 진전되었고, 뉴욕주의 금융 조사에 동의 할 수 밖에 없었다.
1980년대에는 월 스트리트가 다시 탄생하였고, 세계 금융 산업의 중심의 역할을 다시 탈환하였다. 또한, 그리니치 빌리지에서 에이즈가 발생하였으며, GMHC와 ACT UP이 설립되었다. 맨해튼의 인구 밀도가 가장 높은 민족인 백인은 1940년 83.5%였던 것이, 1990년 58.3%로 감소했다.
1990년대에 들어서는 살인 사건이 2,245건이나 발생하였으나, 2008년에는 537건으로 줄어들었다. 마약 관련 범죄에 대해서는 강력히 처벌하기 시작했다. 다시 인구는 유입되기 시작하여, 이민자들이 들어오기 시작하였다. 월 스트리트는 낮은 금리와 부동산 시장의 성장을 가져왔다.

### 9·11 테러

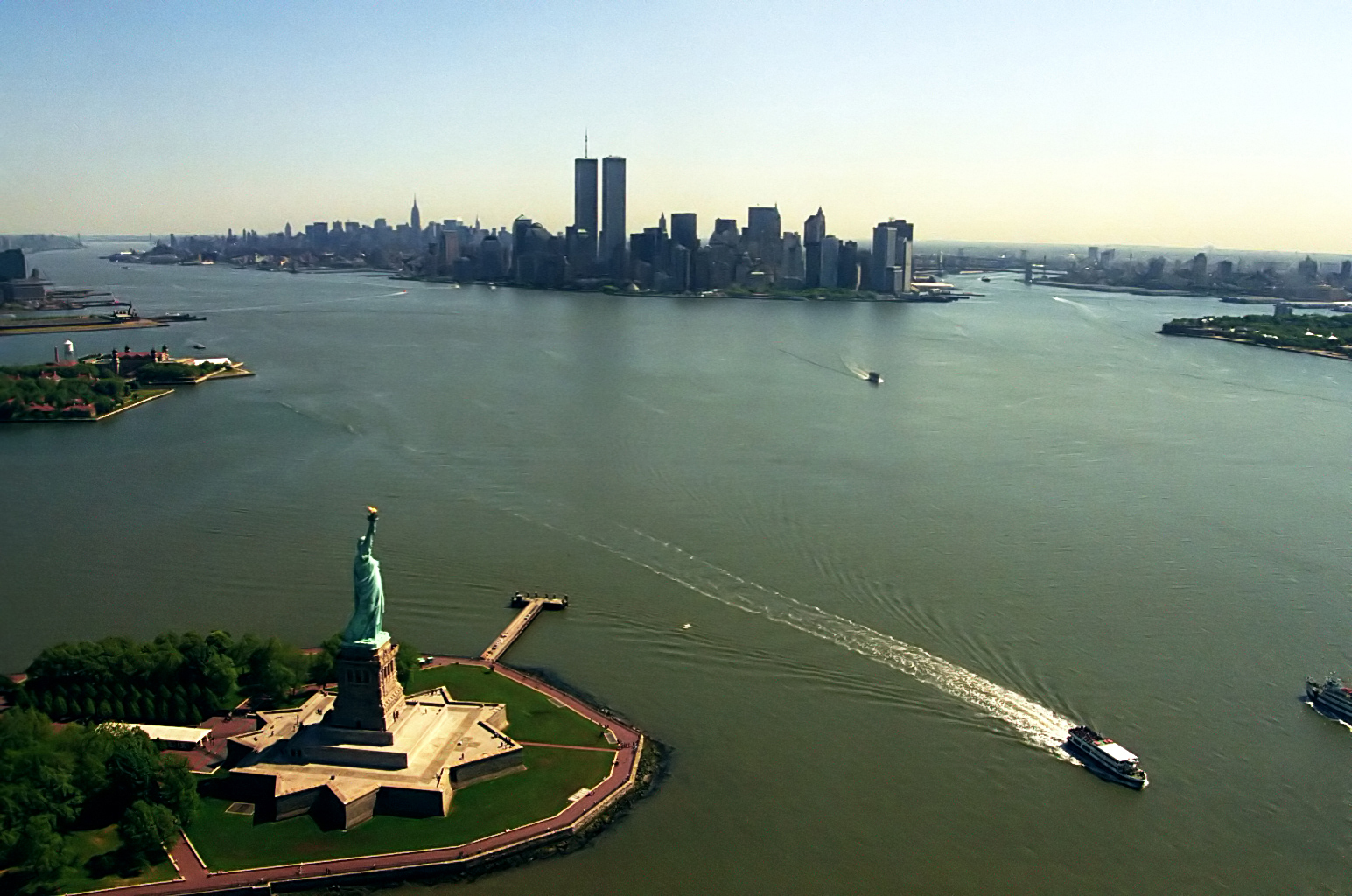
왼쪽에서 오른쪽으로 엘리스섬의 자유의 여신상, 엠파이어 스테이트 빌딩, 세계 무역 센터 (테러가 있기 전 2001년 5월)

2001년 9월 11일, 2개의 항공기가 쌍둥이 빌딩인 세계 무역 센터에 충돌하여 건물이 무너졌다. 또한, 제 7 세계 무역 센터도 무너졌다. 건물의 붕괴는 고층 빌딩 주변에 광범위한 피해를 입었으며, 약 3000명이 사망하였으며, 부상자가 속출하였다. 그 이후, 로어맨해튼의 정상화가 시작됐다. 국립 9·11 테러 메모리얼 & 박물관의 기념관은 2011년 9월 11일 개관하였으며, 박물관은 2013년 개관하였다. 새로 지어진 신세계무역센터도 또한 개장되었다. 7 세계 무역 센터와 4 세계 무역 센터는 개장했으며, 프리덤 타워라는 별칭이 있는 1 세계 무역 센터는 2014년 개장되었다.

## 지리

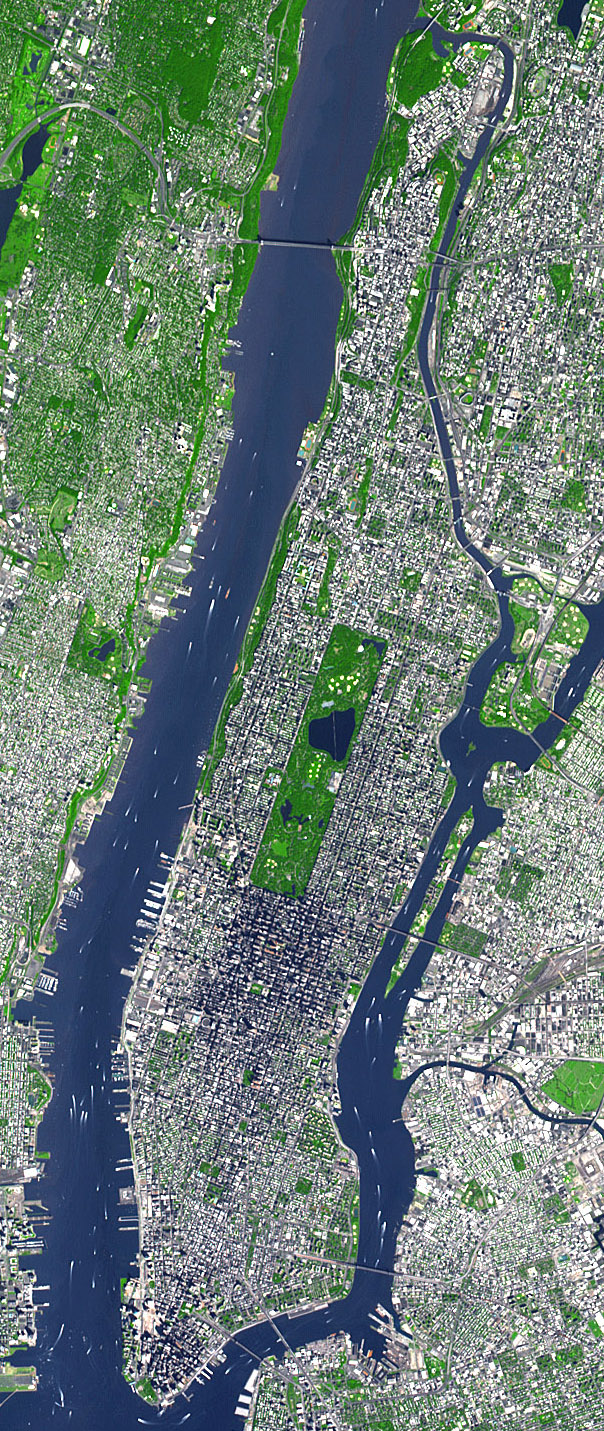
맨해튼의 위성 이미지로, 중앙에는 센트럴 파크, 서쪽에는 허드슨강, 북쪽에는 할렘강, 동쪽에는 이스트강이 있다.

맨해튼은 기반암이 맨해튼편암으로 알려진 운모 편암으로 되어있다. 변성암이 강하여, 맨해튼의 어디든 초고층 건물들을 짓기에 적합한 땅으로 되어있다. 센트럴 파크는 맨해튼편암에 노두가 생긴다. 센트럴 파크 내의 래트 락은 그 예의 하나이다.
5번 애버뉴가 맨해튼을 서쪽과 동쪽으로 나누며, 맨해튼은 크게 다운타운 (로어 맨해튼), 미드타운 (미드타운 맨해튼), 업타운 (어퍼 맨해튼)으로 이루어져 있다. 맨해튼섬은 서쪽에 흐르는 허드슨강과 동쪽에 흐르는 이스트 강으로 경계가 이루어져 있다. 북쪽에는 할렘 강이 흘러 브롱크스와 경계를 이루고 있다. 동쪽에 위치한 랜들스아일랜드, 워즈섬, 루스벨트섬과 남쪽에 위치한 거버너스섬, 리버티섬, 뉴욕 항을 포함한 작은 섬 또한 맨해튼의 일부이다. 섬 자체의 면적은 59km2이고, 21.6km로 길며, 3.7 km 너비이다. 뉴욕 군으로의 총면적은 87.5km2이다. 이 중 육지면적은 섬 자체의 면적과 같은 59.5km2이며, 수면 면적은 28km2이다.

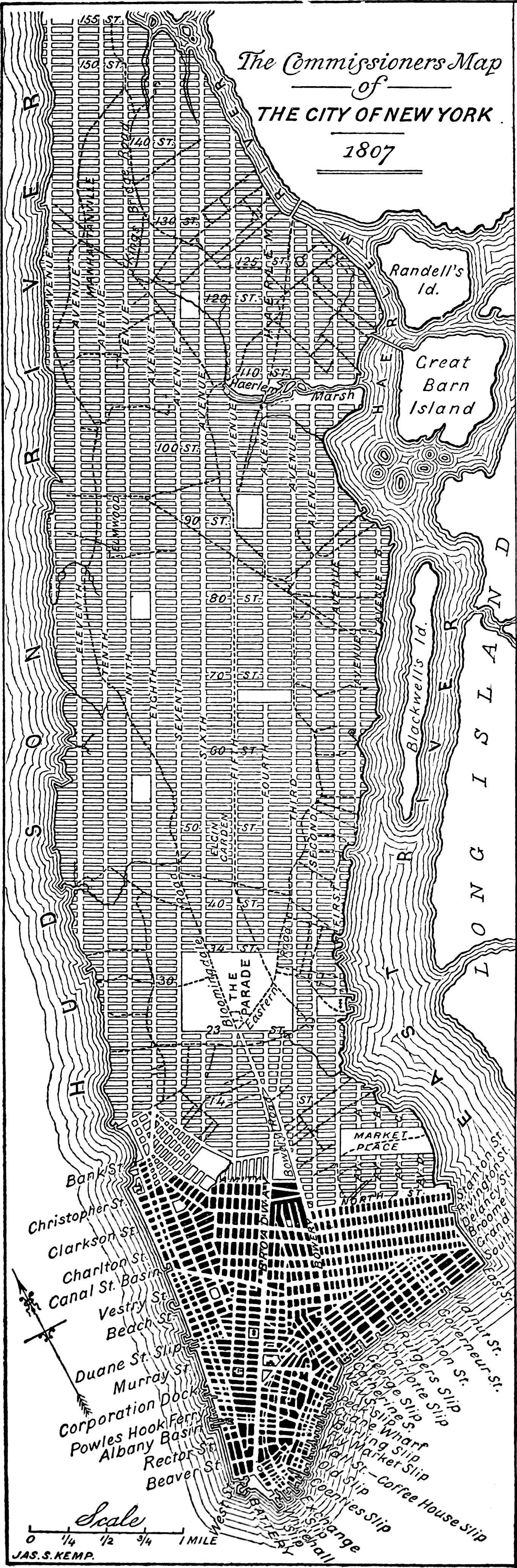
1807년에 작성된 맨해튼의 1811년 위원회 계획의 최종판. 1811년에 채택되었다.

뉴욕 카운티 북쪽에는 브롱크스가 위치하고 있다. 마블힐은 섬 면적의 일부였지만, 1895년 운하를 만들면서 섬과 브롱크스 쪽 영토로 분리되었다. 제 1차 세계 대전 전에 브롱크스 쪽의 마블힐은 맨해튼의 영토가 되었다.
마블힐은 사람들에 의해 맨해튼의 영토가 바뀐 예가 되었다. 뉴욕 자치구들은 네덜란드 통치시기부터 간척을 시작하여, 영토가 현재는 많이 바뀌었다.
19세기 초반, 로어맨해튼은 허드슨 해안에 있는 그리니치 스트리트부터 웨스트 스트리트까지 쓰레기 매립지로 확장하였다. 세계 무역 센터는 이 지역의 토사를 이용하여 지어졌다. 또한, 그 때의 토사를 이용하여 예부터 항구였던 방파제 사이를 매립하여 배터리 파크 시티를 만들었다. 그 결과, 강쪽으로 210m가 확장되었으며, 37ha를 덮었으며, 1.9km의 강변 산책로와 12ha의 공원이 만들어졌다.
지질학적으로, 맨해튼의 지층의 주된 특징은 아래에 있는 기반암이 미드타운 근처는 올라와 있으며, 29번가와 커낼 가 사이의 지표면은 내려가있으며, 다시 파이낸셜 디스트릭트 지역으로 오면 올라와 있다. 이 덕분에 미드타운과 파이낸셜 디스트릭트 지역에는 초고층 건물이 밀집되어 있다.
맨해튼은 홀랜드 터널, 링컨 터널, 조지 워싱턴 다리의 고속도로 등으로 뉴저지주와 연결되어 있으며, 북동쪽에는 브롱크스, 동쪽에는 퀸스, 남쪽에는 브루클린과 롱아일랜드가 위치하고 있다. 스태튼아일랜드는 스태튼아일랜드 페리로 이동할 수 있다. 페리 터미널은 배터리 파크 남쪽에 위치하고 있다.
1811년 위원회 계획에 따라, 맨해튼은 격자식으로 도로가 되었다. 맨해튼에는 12개의 애버뉴(Avenue)가 있는데, 애버뉴는 허드슨강 평행하게 북쪽에서 남쪽으로 1자로 각각 30m 폭으로 된 도로이다. 1번 애버뉴는 가장 동쪽에 위치하며, 서쪽으로 갈수록 숫자는 높아져 간다. 즉, 가장 서쪽에 있는 도로는 12번 애버뉴이다. 1번 애버뉴 근처에는 추가적인 애버뉴들도 또 있는데, 그 애버뉴는 1번 애버뉴 동쪽으로 애버뉴 A, 애버뉴 B, 애버뉴 C, 애버뉴 D로 총 4개가 있다. A부터 B까지의 지역이기 때문에 알파벳시티라고 불린다. 수많은 스트리트(Street)는 동에서 서를 잇는 스트리트들은 폭이 18m이고, 각각의 스트리트 사이의 거리가 약 61m이다. 거리와 블록을 합치면 79m가 되며, 1마일당 정확히 20개의 블록이 있다. 맨해튼의 전형적인 블록은 폭 250피트 (76m)이며, 길이는 600피트 (180m)이다.

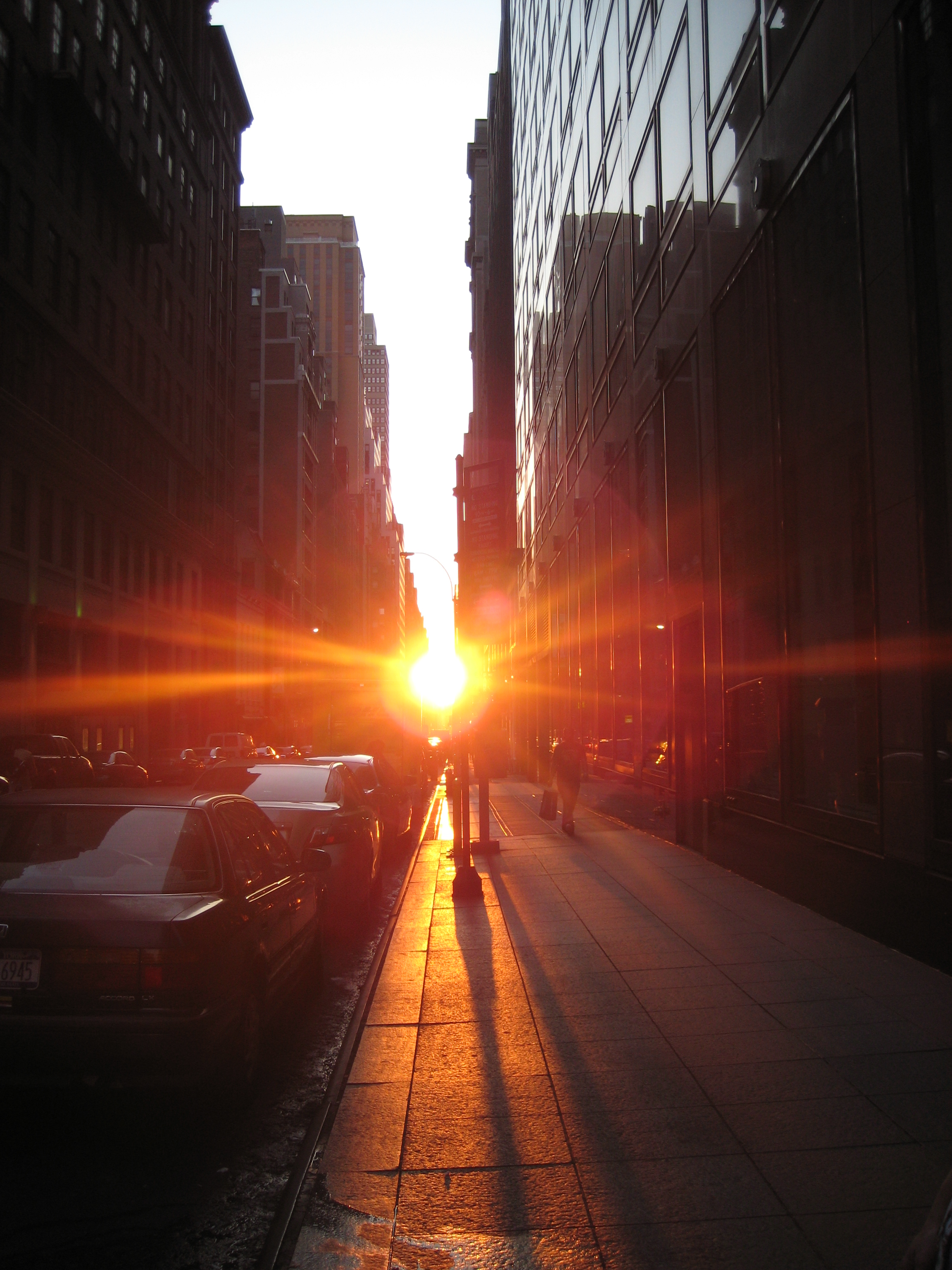
맨해튼헨지

원래의 계획에 따르면, 155개의 도시를 가로지르는 거리로 만들려고 했었지만, 맨해튼 최북단의 코너 부분까지 하여 총 220개의 거리가 되었다. 맨해튼 북부의 브롱크스까지 거리 숫자 시스템이 적용되며, 맨해튼의 거리가 규칙적이지 않음에도 불구하고, 거리는 브롱크스에 263번가까지 이어져있다.
34번가, 42번가, 57번가, 125번가와 같은 15개의 거리는 30m 폭으로 지정되었다. 이 거리들은 교통이나 쇼핑에서 중요한 거리가 되었다. 브로드웨이는 제일 잘 알려진 일반적인 거리와 다른 예외의 경우이며, 브로드웨이는 맨해튼 북부의 볼링 그린부터 브롱크스까지 계속 이어져있다. 브로드웨이는 맨해튼을 대각선으로 가르며 이어져 있다. 브로드웨이의 교차점으로는 유니언 스퀘어, 매디슨 스퀘어, 헤럴드 스퀘어, 타임스 스퀘어, 콜럼버스 서클이 있다.
맨해튼의 격자식 도로는 맨해튼헨지라는 현상이 발생하는 계기가 되었다. 이 현상은 5월 말과 7월 초에 발생하는데, 태양이 일몰하면서 거리와 태양이 나란히 놓여있어 햇빛이 바로 비치는 현상이다.

### 지구

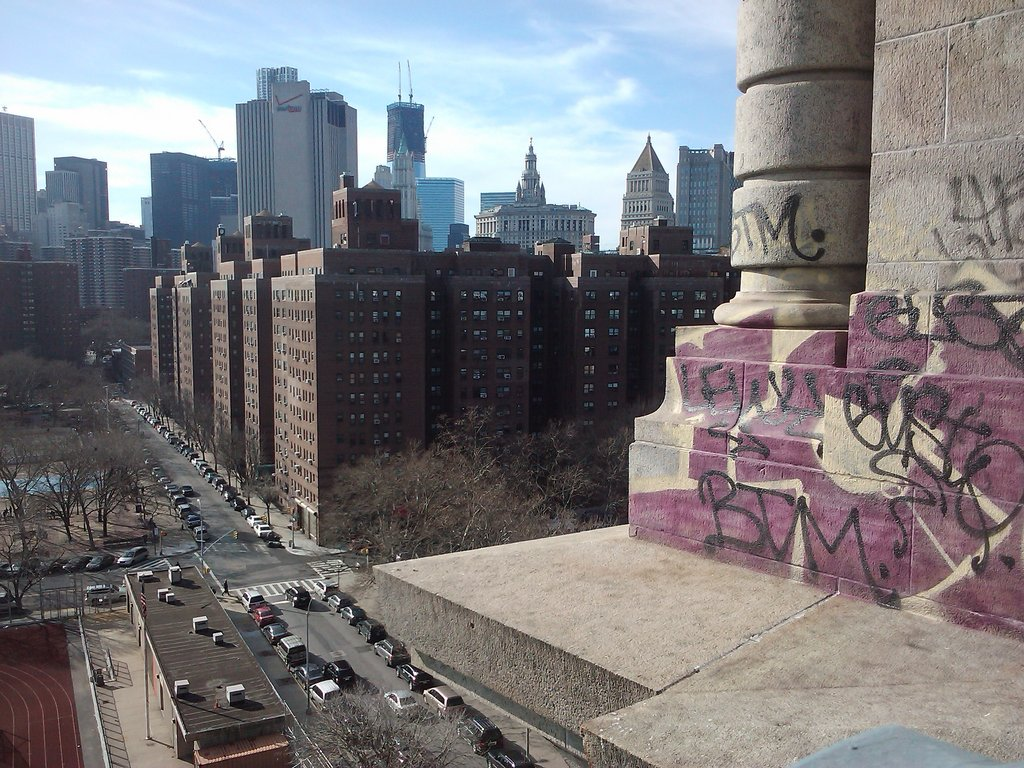
로어 이스트 사이드에서 보이는 공공 주택의 전경

맨해튼의 많은 지구(Neighborhood)는 어느 특정한 규칙에 따라 이름이 있는 것은 아니다. 어퍼 이스트 사이드와 같이 지리적으로 붙여진 경우도 있으며, 리틀이털리와 같이 민족 집단지구에 따른 이름, 트라이베카, 놀리타, 노매드와 같은 두문자어 등의 경우가 있다. 할렘의 경우 네덜란드의 도시 하를럼의 이름을 따서 지어졌다. 알파벳시티는 어배뉴 A, B, C, D를 포함하는 지역이라 알바벳시티라는 이름으로 지어졌다.

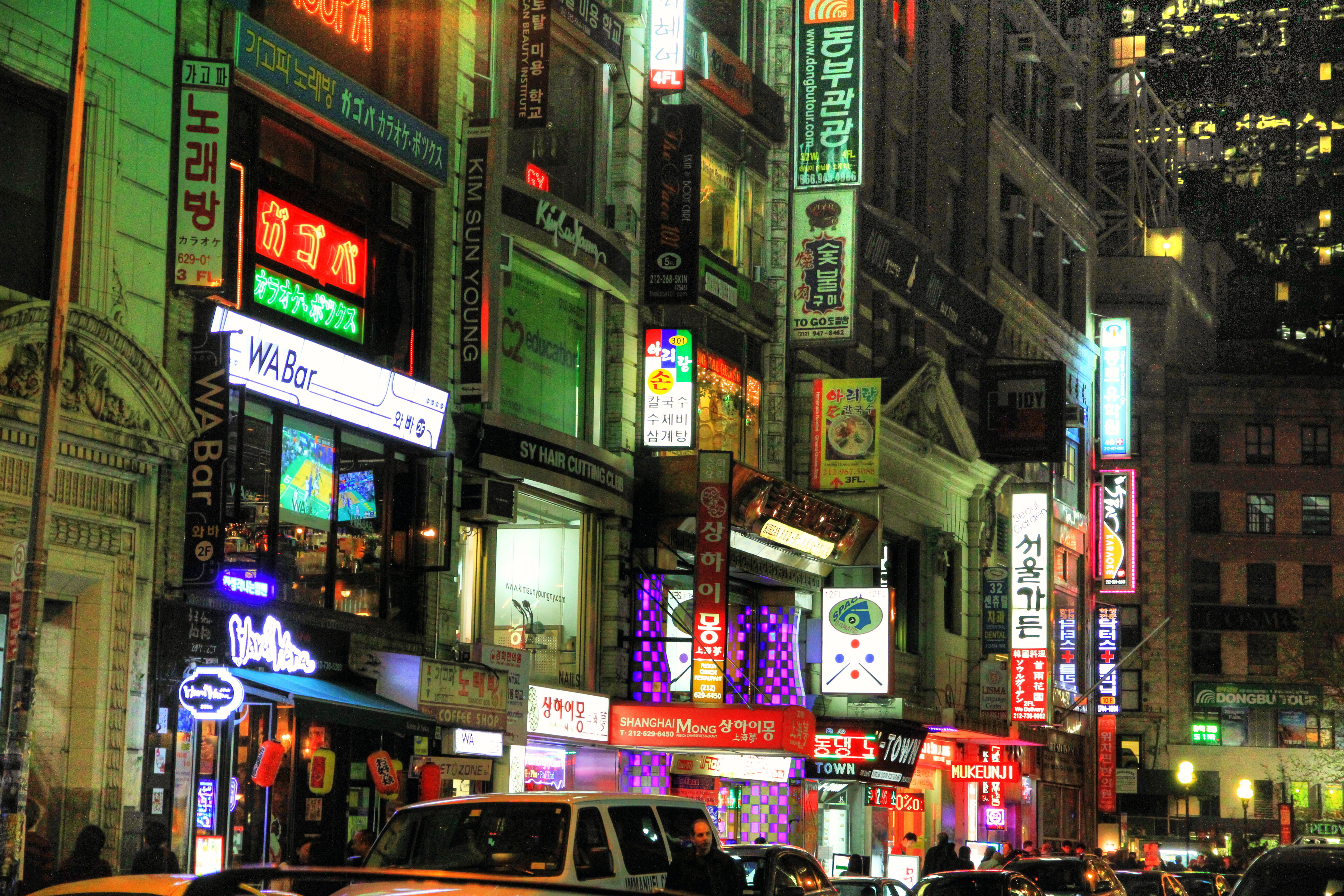
32번가에 위치한 코리아타운

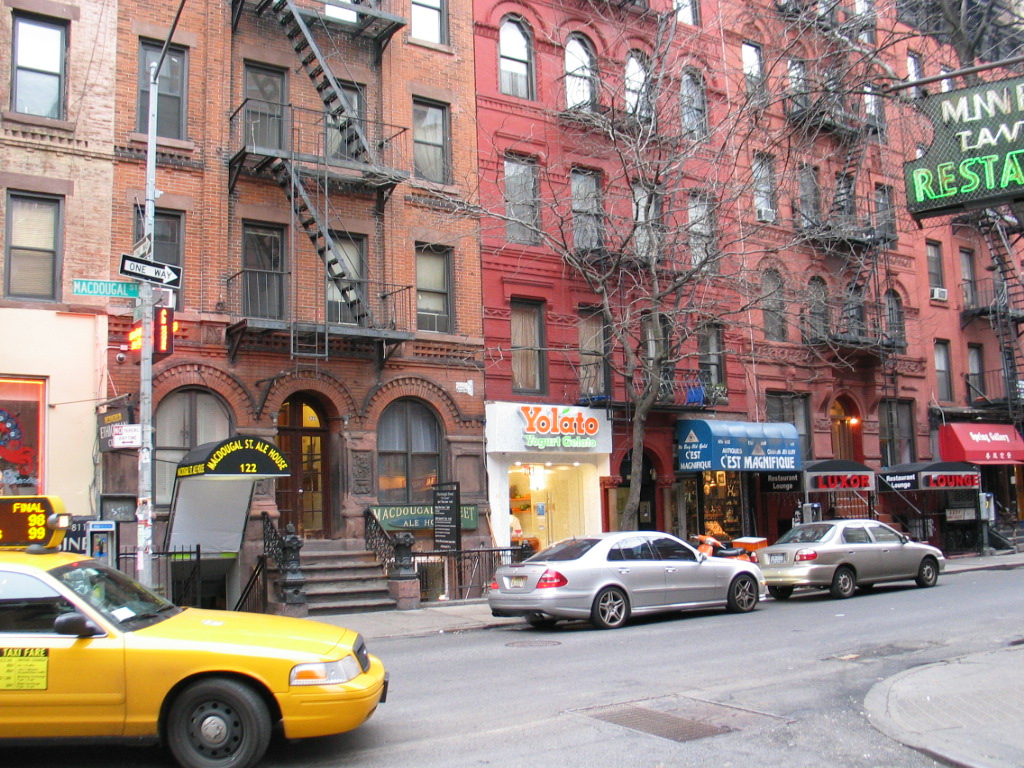
그리니치 빌리지의 맥도걸 가

소호와 같은 지구는 상업 및 쇼핑 지구로 알려져 있다. 그리니치 빌리지와 알파벳 시티는 보헤미안 문화랑 관련이 있다. 첼시는 게이의 인구 비율이 높으며, 최근에는 예술 산업의 중심지가 되고 있다. 워싱턴하이츠 지역은 도미니카 공화국계 사람들이 많은 지역이며, 차이나타운은 중국계 사람들이 모여있다. 마찬가지로, 코리아타운도 한국계 사람들이 모여 살고 있다.
맨해튼에서 업타운이라는 말은 북쪽 지역을 의미하며, 다운타운은 남쪽 지역을 의미한다. 이것은 다른 미국의 도시와는 다른점이며, 다운타운은 원래 중심 업무 지구의 의미로 자주 사용되는 말이다. 맨해튼은 미드타운 맨해튼과 파이낸셜 디스트릭트 2개의 중심 업무 지구가 있다. 업타운은 대략 72번가 윗 지역을 뜻하여, 다운타운은 14번가 아래 지역을 뜻한다. 미드타운은 상황에 따라 다소 유동적이지만, 대략 이 사이 지역을 의미한다.
5번 애버뉴는 맨해튼섬의 이스트 27번가, 웨스트 42번가와 같이 동/서 지역을 양분하는 거리이다. 블록은 거의 100%의 비율로, 5번 애버뉴로부터 시작하여 주소의 숫자가 올라간다. 맨해튼섬의 북부 지역부터 1번가로 시작하지 않고, 하우스턴 가 바로 윗 거리부터 1번가, 2번가로 점점 올라간다. 14번가부터 220번가까지 이스트, 웨스트 거리가 동일한 숫자로 매겨진다. 어림잡아, 서쪽 거리의 번호는 동쪽의 거리 번호와 같다.

### 기후

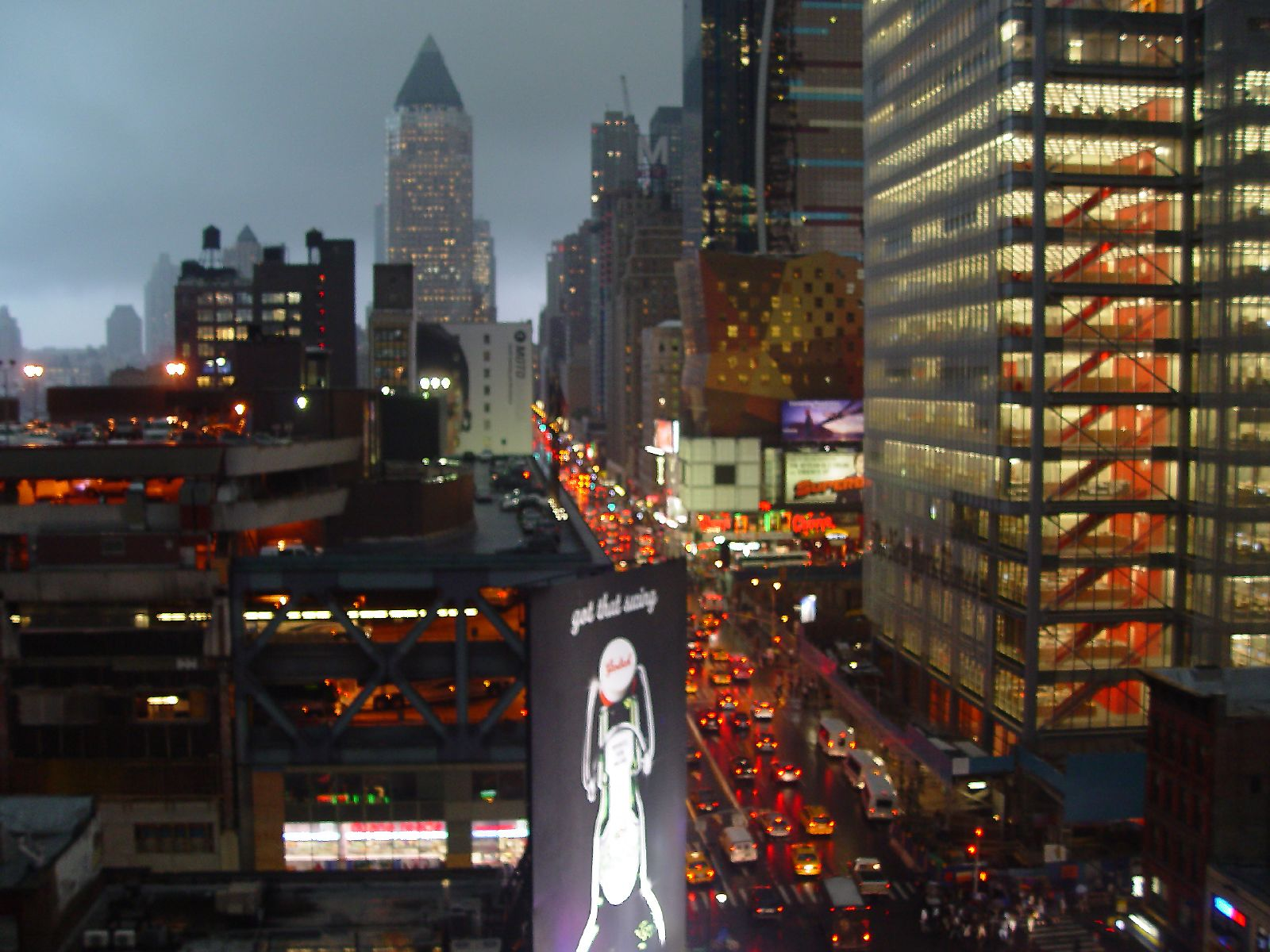
비가 내리는 미드타운 맨해튼의 모습

북위 41도 근처에 위치하고 있지만, 맨해튼은 쾨펜의 기후 구분에서 온난 습윤 기후(cfa)에 속한다. 해안 지역의 겨울 온도는 상대적으로 내륙 지방에 비해 온난하여 매년 63.5cm에서 88.9cm까지 눈이 내린다. 또한, 평균 220일동안 성에가 끼지 않는 시기가 있다. 봄과 가을에는 포근하다. 여름에는 매우 덥고 습하며, 평균 18일에서 25일정도는 평균 32 °C거나 더 덥다. 또한, 대서양의 영향을 받아 허리케인이나 열대성 저기압의 영향을 받기도 한다.
가장 더웠던 날은 41 °C를 기록한 1936년 7월 9일이였으며, 가장 추웠던 날은 -26 °C를 기록한 1934년 2월 9일이였다. 최근에 가장 덥거나 추웠던 날은, 2012년 7월과 2004년 1월로, 각각 39 °C, -17 °C를 기록하였다.
| 뉴욕 (센트럴 파크, 1981-2010)의 기후 | 뉴욕 (센트럴 파크, 1981-2010)의 기후 | 뉴욕 (센트럴 파크, 1981-2010)의 기후 | 뉴욕 (센트럴 파크, 1981-2010)의 기후 | 뉴욕 (센트럴 파크, 1981-2010)의 기후 | 뉴욕 (센트럴 파크, 1981-2010)의 기후 | 뉴욕 (센트럴 파크, 1981-2010)의 기후 | 뉴욕 (센트럴 파크, 1981-2010)의 기후 | 뉴욕 (센트럴 파크, 1981-2010)의 기후 | 뉴욕 (센트럴 파크, 1981-2010)의 기후 | 뉴욕 (센트럴 파크, 1981-2010)의 기후 | 뉴욕 (센트럴 파크, 1981-2010)의 기후 | 뉴욕 (센트럴 파크, 1981-2010)의 기후 | 뉴욕 (센트럴 파크, 1981-2010)의 기후 |
| 월                                   | 1월                                  | 2월                                  | 3월                                  | 4월                                  | 5월                                  | 6월                                  | 7월                                  | 8월                                  | 9월                                  | 10월                                 | 11월                                 | 12월                                 | 연간                                 |
| ------------------------------------ | ------------------------------------ | ------------------------------------ | ------------------------------------ | ------------------------------------ | ------------------------------------ | ------------------------------------ | ------------------------------------ | ------------------------------------ | ------------------------------------ | ------------------------------------ | ------------------------------------ | ------------------------------------ | ------------------------------------ |
| 역대 최고 기온 °F (°C)               | 72 (22)                              | 75 (24)                              | 86 (30)                              | 96 (36)                              | 99 (37)                              | 101 (38)                             | 106 (41)                             | 104 (40)                             | 102 (39)                             | 94 (34)                              | 84 (29)                              | 75 (24)                              | 106 (41)                             |
| 일평균 최고 기온 °F (°C)             | 39.1 (3.9)                           | 42.4 (5.8)                           | 50.5 (10.3)                          | 62.0 (16.7)                          | 71.6 (22.0)                          | 80.1 (26.7)                          | 84.9 (29.4)                          | 83.4 (28.6)                          | 76.0 (24.4)                          | 64.6 (18.1)                          | 54.6 (12.6)                          | 43.8 (6.6)                           | 62.8 (17.1)                          |
| 일평균 최저 기온 °F (°C)             | 26.9 (−2.8)                          | 28.9 (−1.7)                          | 35.2 (1.8)                           | 44.8 (7.1)                           | 54.0 (12.2)                          | 63.6 (17.6)                          | 68.9 (20.5)                          | 67.9 (19.9)                          | 60.8 (16.0)                          | 50.0 (10.0)                          | 41.6 (5.3)                           | 32.0 (0.0)                           | 47.9 (8.8)                           |
| 역대 최저 기온 °F (°C)               | −6 (−21)                             | −15 (−26)                            | 5 (−15)                              | 12 (−11)                             | 32 (0)                               | 44 (7)                               | 52 (11)                              | 50 (10)                              | 39 (4)                               | 28 (−2)                              | 12 (−11)                             | −13 (−25)                            | −15 (−26)                            |
| 평균 강수량 인치 (mm)                | 3.65 (93)                            | 3.09 (78)                            | 4.36 (111)                           | 4.49 (114)                           | 4.19 (106)                           | 4.41 (112)                           | 4.60 (117)                           | 4.44 (113)                           | 4.28 (109)                           | 4.40 (112)                           | 4.02 (102)                           | 4.00 (102)                           | 49.93 (1,269)                        |
| 평균 강설량 인치 (cm)                | 8.0 (20)                             | 9.4 (24)                             | 3.7 (9.4)                            | .6 (1.5)                             | 0 (0)                                | 0 (0)                                | 0 (0)                                | 0 (0)                                | 0 (0)                                | 0 (0)                                | .3 (0.76)                            | 4.8 (12)                             | 26.8 (67.66)                         |
| 평균 강수일수 (≥ 0.01 in)            | 10.4                                 | 9.2                                  | 10.9                                 | 11.5                                 | 11.1                                 | 11.2                                 | 10.4                                 | 9.5                                  | 8.7                                  | 8.9                                  | 9.6                                  | 10.6                                 | 122                                  |
| 평균 강설일수 (≥ 0.1 in)             | 4.1                                  | 2.9                                  | 1.8                                  | .3                                   | 0                                    | 0                                    | 0                                    | 0                                    | 0                                    | 0                                    | .2                                   | 2.3                                  | 11.6                                 |
| 평균 월간 일조시간                   | 162.7                                | 163.1                                | 212.5                                | 225.6                                | 256.6                                | 257.3                                | 268.2                                | 268.2                                | 219.3                                | 211.2                                | 151.0                                | 139.0                                | 2,534.7                              |
| 출처: NOAA                           |                                      |                                      |                                      |                                      |                                      |                                      |                                      |                                      |                                      |                                      |                                      |                                      |                                      |

## 행정
1898년 합병 이후, 맨해튼은 뉴욕 헌장에 의해 권한이 강력한 구장, 의회의 시스템을 취하고 있다. 맨해튼 정부의 권한은 다른 많은 미국 도시보다 집중하고 있다. 중앙 정부는 공교육, 교정 시설, 도서관, 치안, 복지 시설, 보건, 수도, 복지 서비스 등의 권한을 가진다.
1898년, 각 지역의 균형을 위해 각 자치구마다 한명씩 구장(區長)을 뽑게 되었다. 각 구장은 각 자치구에 대한 강력한 권한을 가진다. 1989년, 미국 대법원은 각 자치구는 인구와는 상관 없이 동등한 대의권을 가져야 한다고 하였다.

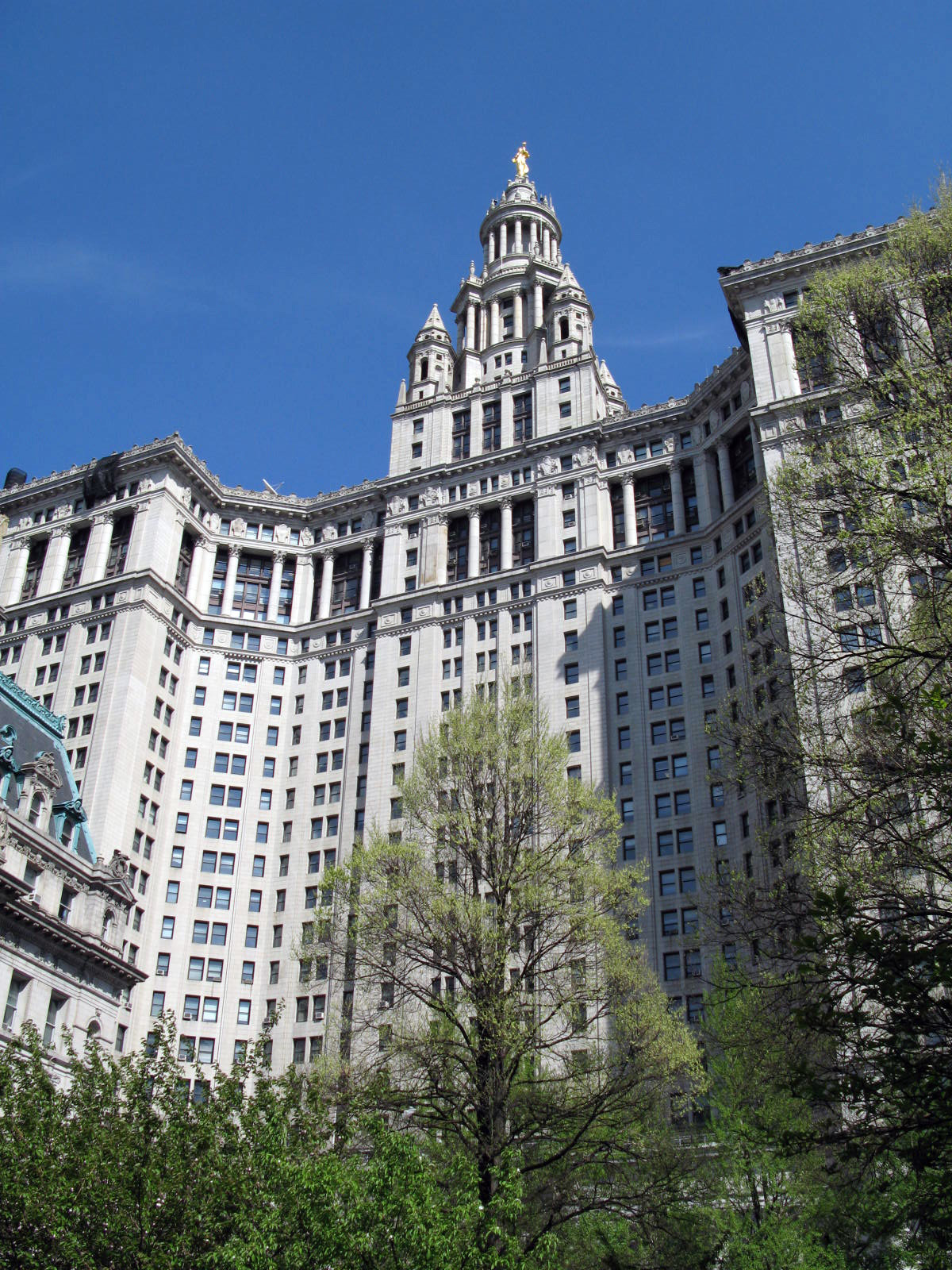
맨해튼 지자체 빌딩

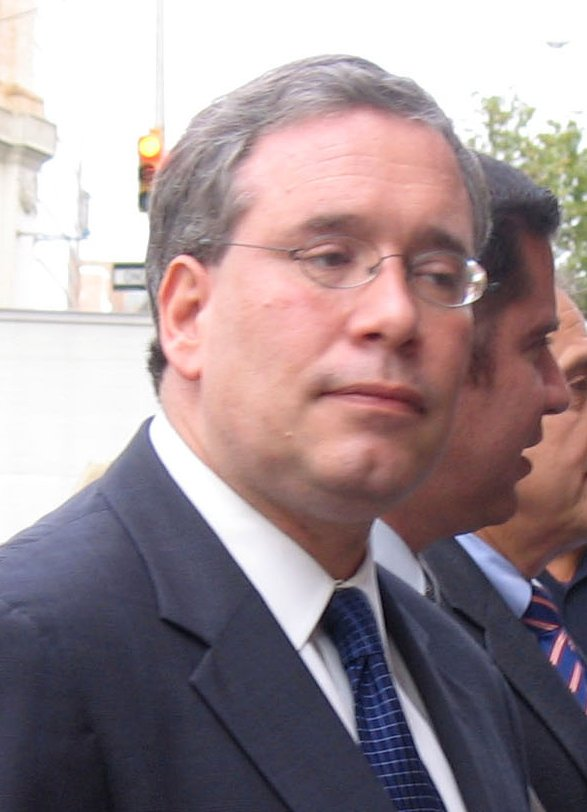
스콧 스트링거 (맨해튼 구장)

1990년부터 구장의 권한이 크게 축소되고, 시 의회, 뉴욕 주정부에 대한 옹호 역할을 하고 있다. 맨해튼 구장인 민주당의 스콧 스트링거는 2005년 선출되었다.
민주당의 크리스 밴스는 2010년부터 뉴욕 군 지방 검사를 맡고 있다. 맨해튼 시의회에는 10명의 일원이 있으며, 5개의 자치구 중 세 번째로 규모가 크다. 또한, 지역 커뮤니티 보드에 의해 12개의 관리 구역이 있으며, 커뮤니티 보드는 맨해튼에 사는 사람들의 불만을 들어주는 대표적인 기관이다. 맨해튼은 유엔 본부가 있는 곳으로, 세계 최대의 외교 중심지이다. 맨해튼에는 일반 영사관 및 명예 영사관을 포함한 영사관이 105개 있다. 또한, 뉴욕 시청이 있으며, 맨해튼 지자체 빌딩도 위치하고 있다. 맨해튼 지자체 빌딩은 1916년에 완성되었으며, 세계에서 가장 큰 정부 건물 중 하나이다.

### 정치
| 연도 | 민주당         | 공화당         |
| ---- | -------------- | -------------- |
| 2008 | 85.7% 572,126  | 13.5% 89,906   |
| 2004 | 82.1% 526,765  | 16.7% 107,405  |
| 2000 | 79.8% 449,300  | 14.2% 79,921   |
| 1996 | 80.0% 394,131  | 13.8% 67,839   |
| 1992 | 78.2% 416,142  | 15.9% 84,501   |
| 1988 | 76.1% 385,675  | 22.9% 115,927  |
| 1984 | 72.1% 379,521  | 27.4% 144,281  |
| 1980 | 62.4% 275,742  | 26.2% 115,911  |
| 1976 | 73.2% 337,438  | 25.5% 117,702  |
| 1972 | 66.2% 354,326  | 33.4% 178,515  |
| 1968 | 70.0% 370,806  | 25.6% 135,458  |
| 1964 | 80.5% 503,848  | 19.2% 120,125  |
| 1960 | 65.3% 414,902  | 34.2% 217,271  |
| 1956 | 55.74% 377,856 | 44.26% 300,004 |
| 1952 | 58.47% 446,727 | 39.30% 300,284 |
| 1948 | 52.20% 380,310 | 33.18% 241,752 |

민주당은 대부분 공공 사무실을 보유하고 있다. 공화당은 맨해튼의 지구 중 어퍼 이스트 사이드와 파이낸셜 디스트릭트 정도에서만 20% 이상의 비율을 보이며, 전체에서는 약 12% 밖에 등록되어 있어, 자치구에서는 소수이다. 나머지 66.1%는 민주당이며, 21.9%는 무소속이다.
맨해튼은 4개의 의회 지구로 나뉘며, 모두 민주당원이 들어서 있다.
- 찰스 B. 랜절 - 어퍼맨해튼의 15번째 구역, 할렘, 스패니시 할렘, 워싱턴하이츠, 인우드, 어퍼웨스트사이드의 일부를 포함한다.
- 제럴드 내들러 - 서쪽 지역의 8번째 구역, 헬스키친, 첼시, 차이나타운, 그리니치빌리지, 트라이베카, 배터리파크시티, 브루클린의 남서 지역을 포함한다.
- 캐롤린 B. 맬러니 - 14번째 구역, 어퍼이스트사이드, 요크빌, 그래머시 파크, 루스벨트섬, 대부분의 로어이스트사이드 지역, 이스트빌리지, 퀸스의 서쪽 지역을 포함한다.
- 니디아 벨라스케스 - 브루클린, 퀸스에 기반을 둔 12번째 구역, 알파벳 시티, 로어이스트사이드의 푸에르토리코 부분

1920년 공화당인 워런 G. 하딩은 맨해튼에서 59.22%의 지지율을 보인 것을 끝으로, 1924년 대통령 선거 이후로는 한번도 공화당이 민주당의 지지율을 넘은 적이 없다. 2004년 선거에서는 공화당인 조지 W. 부시의 지지율은 16.7%을 받았으며, 민주당인 존 케리는 82.1%의 압도적인 지지율을 보였다.

### 연방 정부 기관

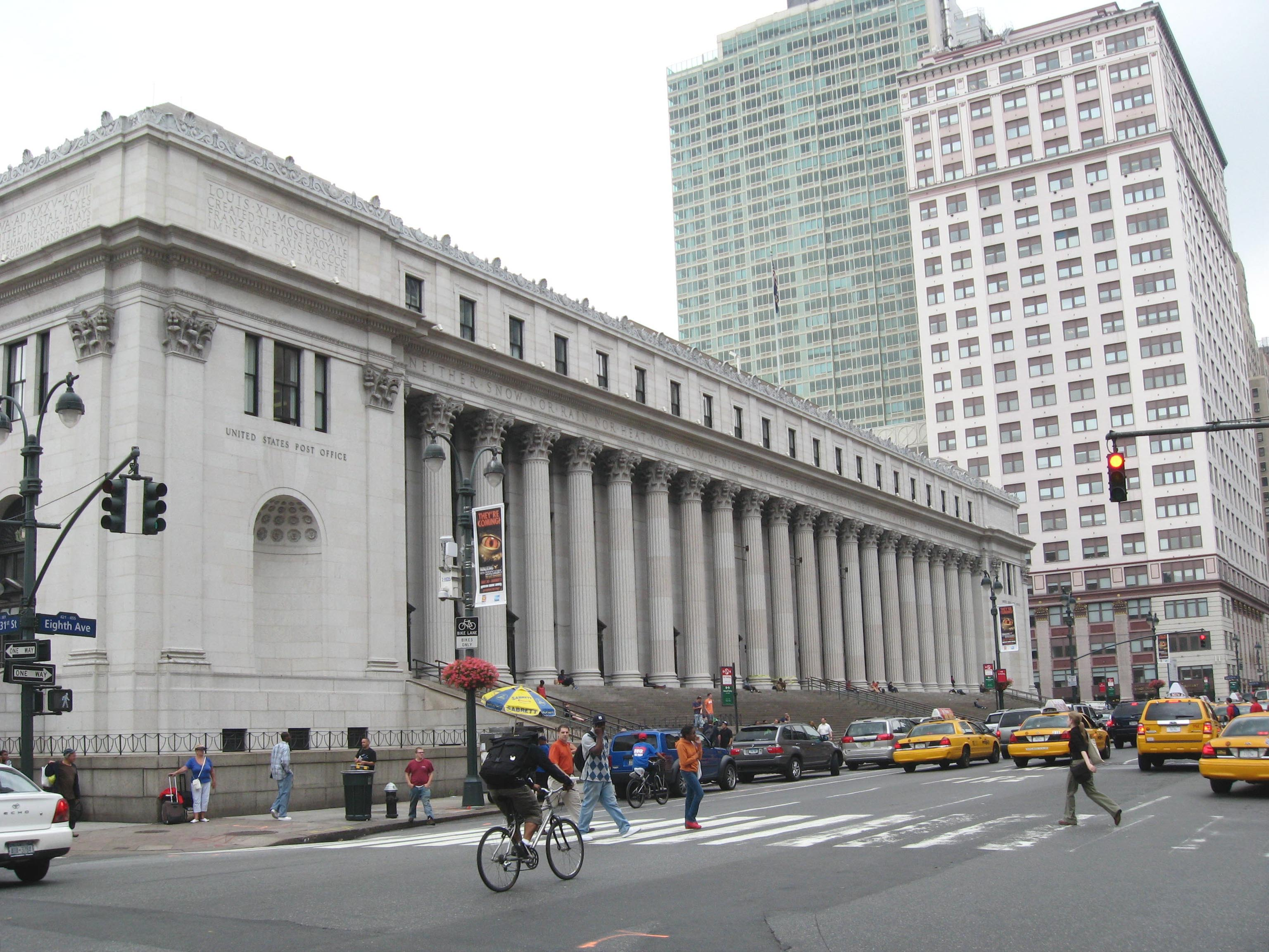
제임스 팔리 우체국

미국 우편 공사는 맨해튼에 우체국을 운영하고 있다. 제임스 팔리 우체국은 31번가와 33번가 사이에 위치하고 있으며, 뉴욕의 주요 우체국이다. 우편물량의 감소로 2009년 5월 9일 24 시간 서비스가 중단되었다. 또한, 우편 공사는 Manhattan, NY라는 지명의 명칭보다 New York, New York라는 명칭을 사용하는 것을 고려하고 있다.
뉴욕 남부 지구 미국 지방 법원 및 미국 항소법원 제2순회지부는 로어맨해튼의 폴리 광장에 위치하고 있다.

## 범죄 및 치안

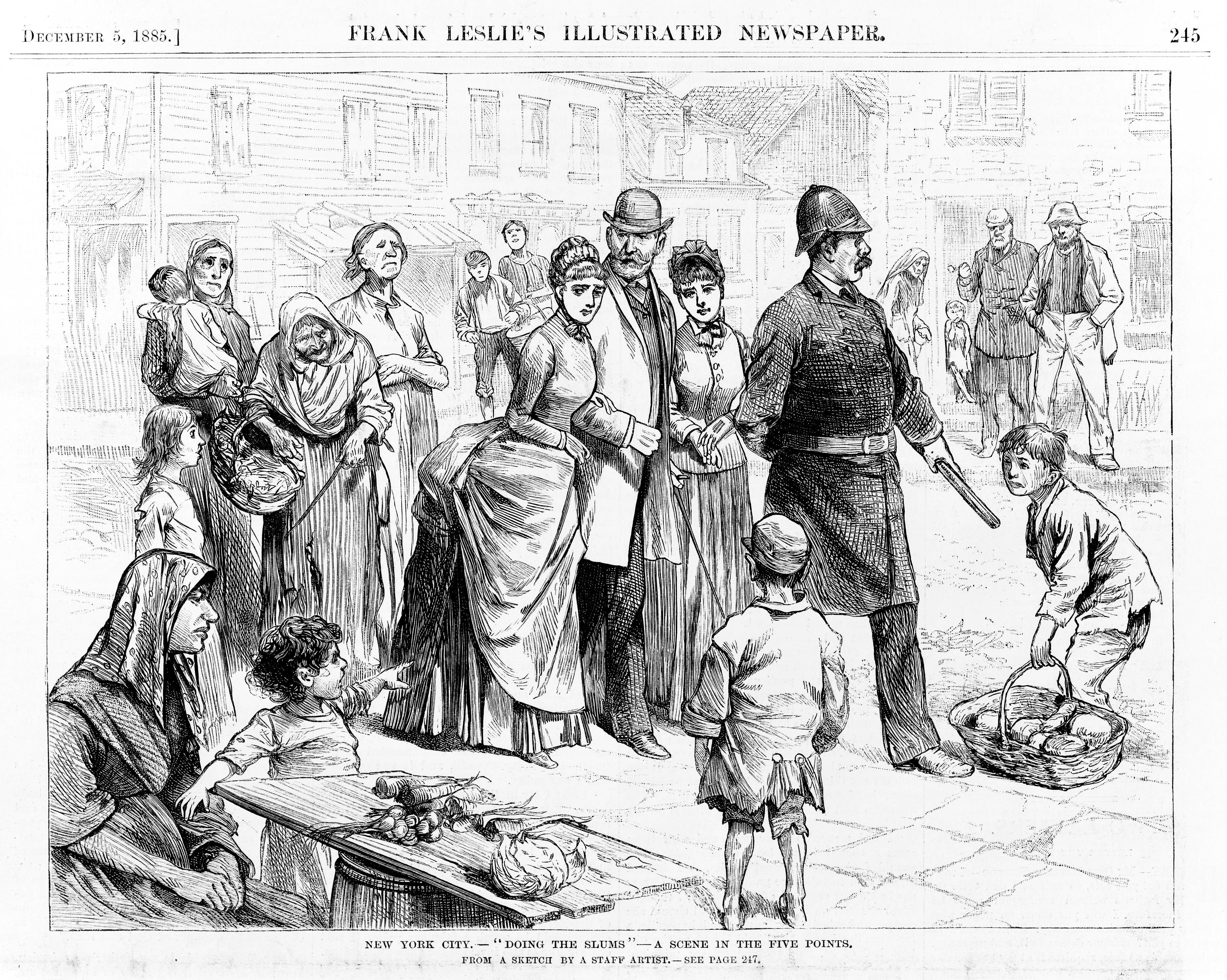
1885년 그려진 파이브포인츠의 모습

현재는 없어졌지만 브로드웨이와 바우어리 사이, 뉴욕 시청 북동쪽에 위치하고 있었던 파이브포인츠라는 슬럼 지역이 있었다. 1820년대 이후에는 이 지역에는 도박장과 매춘소가 많아졌으며, 범죄율도 높았던 지역이다. 1842년, 찰스 디킨스가 이 지역을 방문하였는데, 끔찍하다고 표현하기도 하였다. 1860년, 쿠퍼 유니언에서 연설을 한 에이브러햄 링컨은 이 지역을 방문하기도 하였다. 파이브 포이츠 갱은 이 지역에서 가장 활발히 활동한 범죄 조직이었다.
20세기 초반은 이탈리아에서 이민온 사람이 많아지던 시기였으며 많은 이탈리아계 사람들이 알 카포네를 포함한 갱에 가입하였다. 러키 루치아노는 맨해튼에 마피아 조직을 설립되었으며, 유대계 마피아와 협력하여 그 시대에서 가장 잘나가던 사람이었다. 1920년부터 1933년까지 금주법 시대에는 암시장과 마피아가 발달하였다.

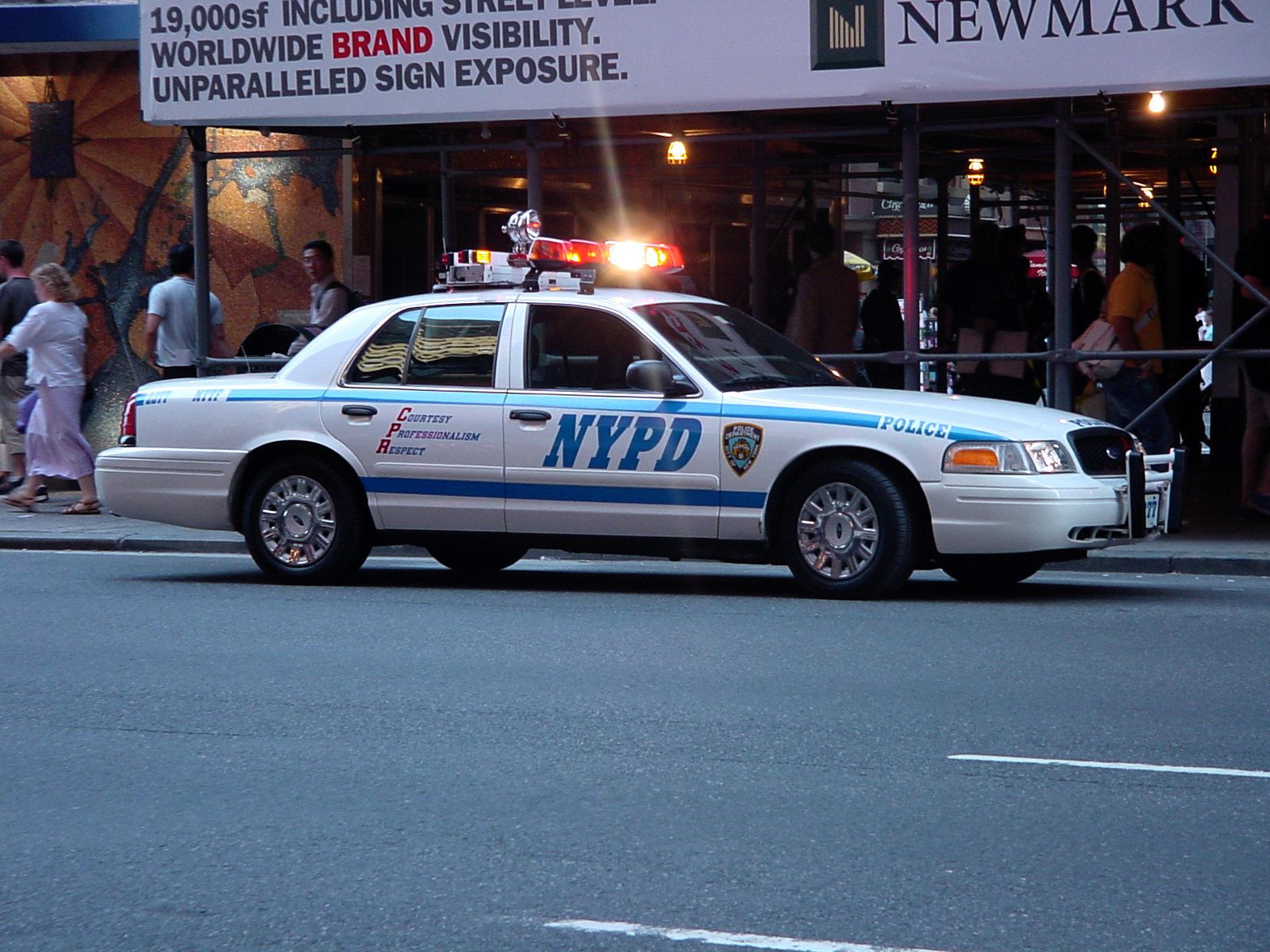
뉴욕 경찰차

2005년 데이터에 의하면, 뉴욕은 미국에서 10개의 가장 큰 도시 중 가장 낮은 범죄율을 보이고 있다. 모건 퀸토가 발표한 500,000명 이상의 인구 도시 13개 중 뉴욕은 낮은 범죄율에서 4위를 차지하였다. 뉴욕 경찰국에는 36,400명의 경찰관이 있으며, 다른 경찰국보다 규모가 크다. 경찰국의 대 테러 작전에 소속된 경찰관은 FBI보다 많다. 경찰국의 컴프스탯 시스템은 범죄율 감소에 기여하였다.
1990년부터 컴프스탯의 데이터에서 살인 사건, 강간, 강도, 폭력 범죄, 강도, 절도, 재산 범죄 등의 모든 범죄의 발생률이 하락하고 있는 추세이다. 1990년 맨해튼에서 503건의 살인 사건이 발생했으며, 2008년에는 62건으로 줄었다. 강도와 절도는 1990년에 비해 80%나 감소하였으며, 차량 절도는 93%나 감소하였다. 전체 범죄율은 75%가 감소하였으며, 현재도 계속 감소하고 있다.

## 인구 통계
2008년 7월 1일 미국 인구조사국에 의하면 맨해튼의 인구는 1,634,795명이었으며, 2010년에는 2000년보다 3.2%가 증가한 1,585,873명이었다. 2000년 맨해튼의 인구 밀도는 1km2당 66,940명이었다. 미국의 모든 군에서 가장 인구 밀도가 높다. 2008년에는 1km2당 71,201명을 초과하였다. 1910년, 이민자의 유입에 따라 1km2당 101,548명으로 가장 높았다. 주택은 798,144채가 있으며, 1km2당 34,756채가 있다. 맨해튼 주민 중 20.3%만이 자기 집에서 살고 있으며, 미국의 군중 2번째로 낮은 수치이다.
2010년 기준으로, 맨해튼 인구 중 비 히스패닉계 백인은 48%, 히스패닉 또는 라틴계는 25.4%, 비 히스패닉계 흑인 또는 아프리카계 미국인은 12.9%, 비 히스패닉계 아시아인은 11.2%, 히스패닉계를 제외한 기타가 0.3%이며 0.1%만이 비 히스패닉계 아메리칸 인디언이다.
2009년 아메리칸 커뮤니티 서베이에 의하면, 한 집에 같이 사는 구성원은 평균적으로 2.11명이었으며, 평균 가족 구성원은 3.21명이다. 25세 이상 인구의 약 59.4%가 학사 학위 이상이며, 인구의 약 27%가 외국 태생이며, 5세 이상 인구의 61.7%가 집에서 영어를 구사한다. 아일랜드계는 7.8%, 이탈리아계는 6.8%, 독일계는 7.2%, 러시아계는 6.2%의 인구를 차지하고 있다.
2000년에는 맨해튼의 인구 중 56.4%가 백인, 17.39%가 흑인, 14.14%는 기타 인종, 9.40%는 아시아인, 0.5%는 아메리칸 원주민, 0.07%만이 태평양 섬 출신 인물이다. 4.14%는 두개의 인종 또는 그 이상이 섞인 사람이며, 27.18%는 히스패닉계이다. 24.93%는 스페인어를 구사하며, 4.12%는 중국어를, 2.19%는 프랑스어를 구사한다.
738,644개의 가정이 있다. 25.2%는 결혼하여 같이 살며, 12.6%는 남편이 없는 여성 세대주이며, 59.1%는 가족이 없다. 17.1%는 18세 이하의 어린이가 있는 가정이다. 전체 가정 중 48%는 개인들로 구성되어 있으며, 10.9%는 혼자 사는 65세 이상의 노인이다. 평균적으로 가정의 일원은 2명이며, 가족의 일원은 2.9명이다.
맨해튼의 인구중 16.8%가 18세 이하이며, 18세에서 24세 10.2%, 25세에서 44세는 38.3%, 45세에서 64세는 22.6%, 65세 이상은 12.2%이다. 평균 나이는 36세이다. 100명의 여성이 있으면, 남성은 90.3명이 있다. 18세 이상인 여성이 100명이 있으면, 남성은 87.9명이 있다.
2004년 IRS의 데이터에 의하면, 뉴욕 군(맨해튼)은 평균적으로 가장 높은 연방 소득세 납세 의무가 있었다. 평균 납세 의무가는 25,875달러로, 소득의 약 20%를 차지했다. 2002년 맨해튼은 미국의 모든 군에서 1인당 소득이 가장 높았다.

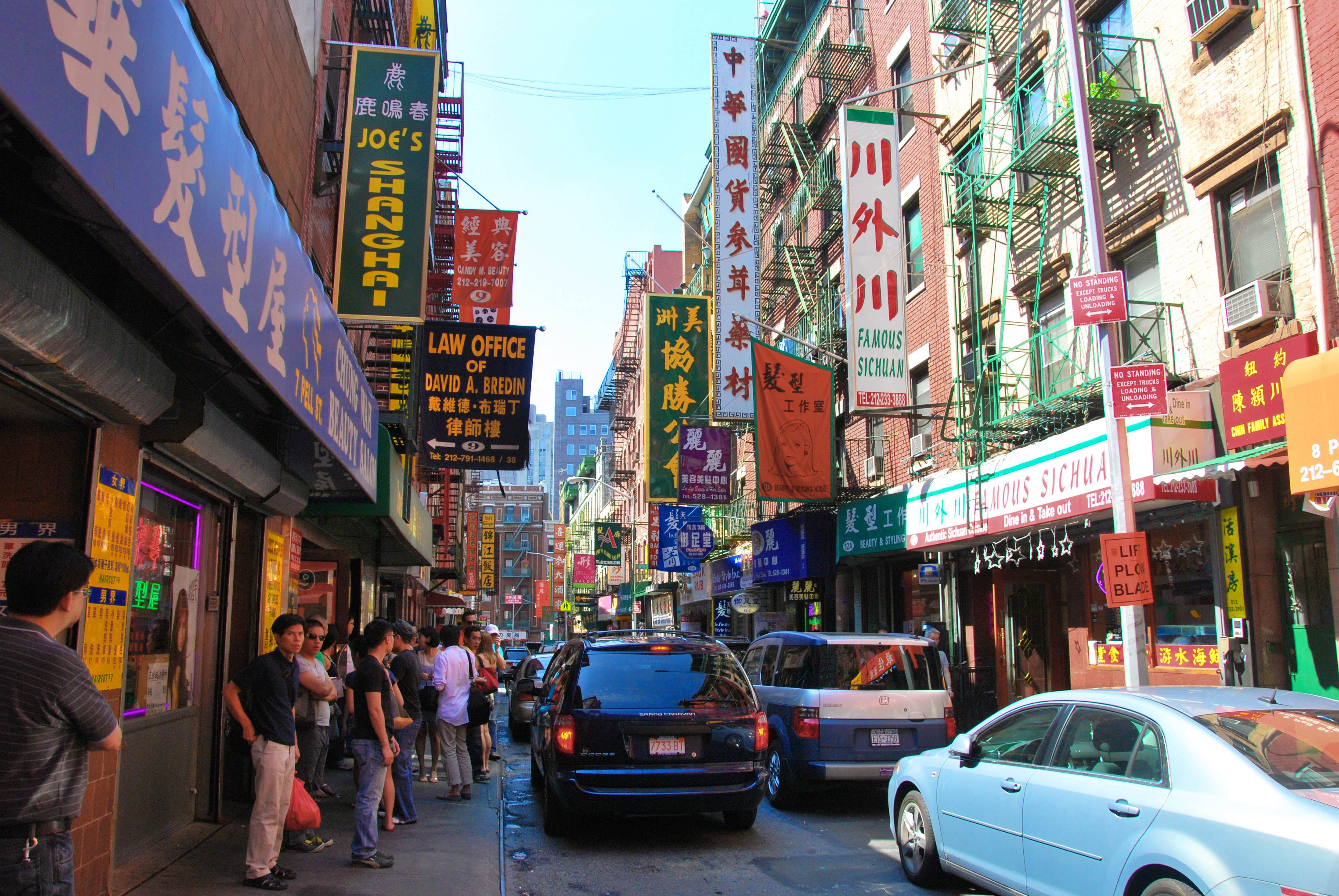
맨해튼 차이나타운

어퍼 이스트 사이드의 100,000명 이상의 사람들은 1인당 소득이 90,000달러이다. 이것은 미국에서 가장 높은 수준이다. 평균적으로 가정의 소득은 47,030달러이며, 가족의 소득은 50,229달러이다. 남성의 소득은 51,856달러이며, 여성의 소득은 45,712달러이다. 맨해튼의 평균 소득은 42,922달러이다. 18세 이하 인구 중 31.8%, 65세 이상의 인구 중 18.9%를 포함한 전체 가족 중 17.6%, 인구의 20%는 빈곤한 상태이다.
맨해튼은 종교적으로도 다양하다. 인구의 약 36% 이상을 차지하는 564,505명은 로마 가톨릭 교회를 믿는다. 그 다음으로는 유대인이 많으며, 20.5%를 차지하는 314,500명이다. 그 뒤로는 개신교도 139,732명 (9.1%), 무슬림 37,078명 (2.4%)으로 구성되어 있다.
맨해튼은 현재 베이비 붐을 겪고 있다. 2000년부터 5세 미만의 어린이가 32% 이상 증가하고 있다.

## 랜드마크와 건축
1890년에서 1973년까지 맨해튼에는 세계에서 제일 높은 건물은 9채나 있었다. 뉴욕 월드 빌딩은 1890년 처음으로 맨해튼에 있는 건물중 세계에서 가장 높은 건물이 되었다. 이 건물은 1955년 브루클린 다리를 만들기 위해 철거되었다. 근처에 위치한 파크 로 빌딩도 1899년 가장 높은 건물이 되었다. 1908년 싱어 빌딩이 가장 높은 건물이 되었으며, 1967년 철거되었다. 1909년, 메트로폴리탄 생명보험 타워이 가장 높은 건물이 되었으며, 1913년 울워스 빌딩이 완공되기 전까지 세계 최고층 빌딩이였다.
1930년 40 월 스트리트가 완공되었으며, 1930년 4월부터 1930년 5월 27일까지 세계 최고층 건물이었다. 크라이슬러 빌딩이 40 월 스트리트를 이어 세계에서 가장 높은 건물이 되었으며, 1930년 5월 27일부터 1931년 4월 30일까지 지속되었다. 엠파이어 스테이트 빌딩은 1931년 완공되었으며, 1931년부터 1972년까지 세계 최고층 건물이었다.
세계 무역 센터는 1973년 완공되었으며, 417m와 415m의 쌍둥이 빌딩으로 1972년부터 1973년까지 세계에서 가장 높은 건물이였으나, 9·11 테러로 붕괴됐으며, 이 자리에 신 세계 무역 센터의 일환인 1 세계 무역 센터, 4 세계 무역 센터를 비롯한 마천루들이 현재 공사중으로, 이 중 가장 높은 1WTC는 2013년 완공되었고, 2014년 개장됐다.
허스트 타워와 제 7 세계 무역 센터는 에너지 효율이 좋은 건물이다.
또한, 맨해튼에는 타임스 스퀘어, 뉴욕 대학교, 컬럼비아 대학교, 유엔 본부, 월 스트리트, 플랫아이언 빌딩, 링컨 센터, 미국 자연사 박물관, 할렘, 리틀이털리, 센트럴 파크 등 다양한 랜드마크와 관광지가 있다. 센트럴 파크는 매년 3000만명이 방문하며, 미국에서 가장 방문객이 많은 도시 공원이며, 공원에서 10 km 이상 도로는 특히 자동차의 통행이 금지되는 주말 오후 7시 이후, 조깅, 자전거, 인라인 스케이트 장소로 사용되고 있다.

## 경제
맨해튼은 미국에서 가장 비싼 부동산 시장이며, 미국에서 가장 비싼 지역 중 하나이다.

## 우호 교류 도시
- 대한민국 대구광역시 북구
- 일본 구마모토현 구마모토시

## 같이 보기
- 뉴욕의 역사
- 맨해튼헨지
- 맨해트니제이션